# Bolet de Quélet
Suillellus queletii
Espèce
Statut de conservation UICN

 LC  : Préoccupation mineure
Suillellus queletii, le Bolet de Quélet, auparavant Boletus queletii, est une espèce de champignons basidiomycètes du genre Suillellus dans la famille des Boletaceae. Il est caractérisé par son pied lisse sans ornementation, à la base de couleur betterave. Les couleurs orangeâtres de son chapeau et de ses pores sont assez variables.

## Taxonomie
Le nom correct complet (avec auteur) de ce taxon est Suillellus queletii (Schulzer) Vizzini, Simonini & Gelardi, 2014.
L'espèce a été initialement classée dans le genre Boletus sous le basionyme Boletus queletii Schulzer, 1885.

### Synonymes
Suillellus queletii a pour synonymes :
- Boletus lateritius Bres. & Schulzer
- Boletus purpureus var. luteopurpureus Gillet
- Boletus queletii Schulzer
- Boletus rubicundus (Maire) E.-J.Gilbert
- Dictyopus queletii (Schulzer) Quél.
- Suillus lateritius (Bres. & Schulzer) Kuntze
- Suillus queletii (Schulzer) Kuntze
- Tubiporus queletii (Schulzer) Imler
- Tubiporus queletii (Schulzer) Imler ex S.Ahmad, 1962
- Tubiporus queletii (Schulzer) Maire
- Versipellis queletii (Schulzer) Quél.

### Phylogénie

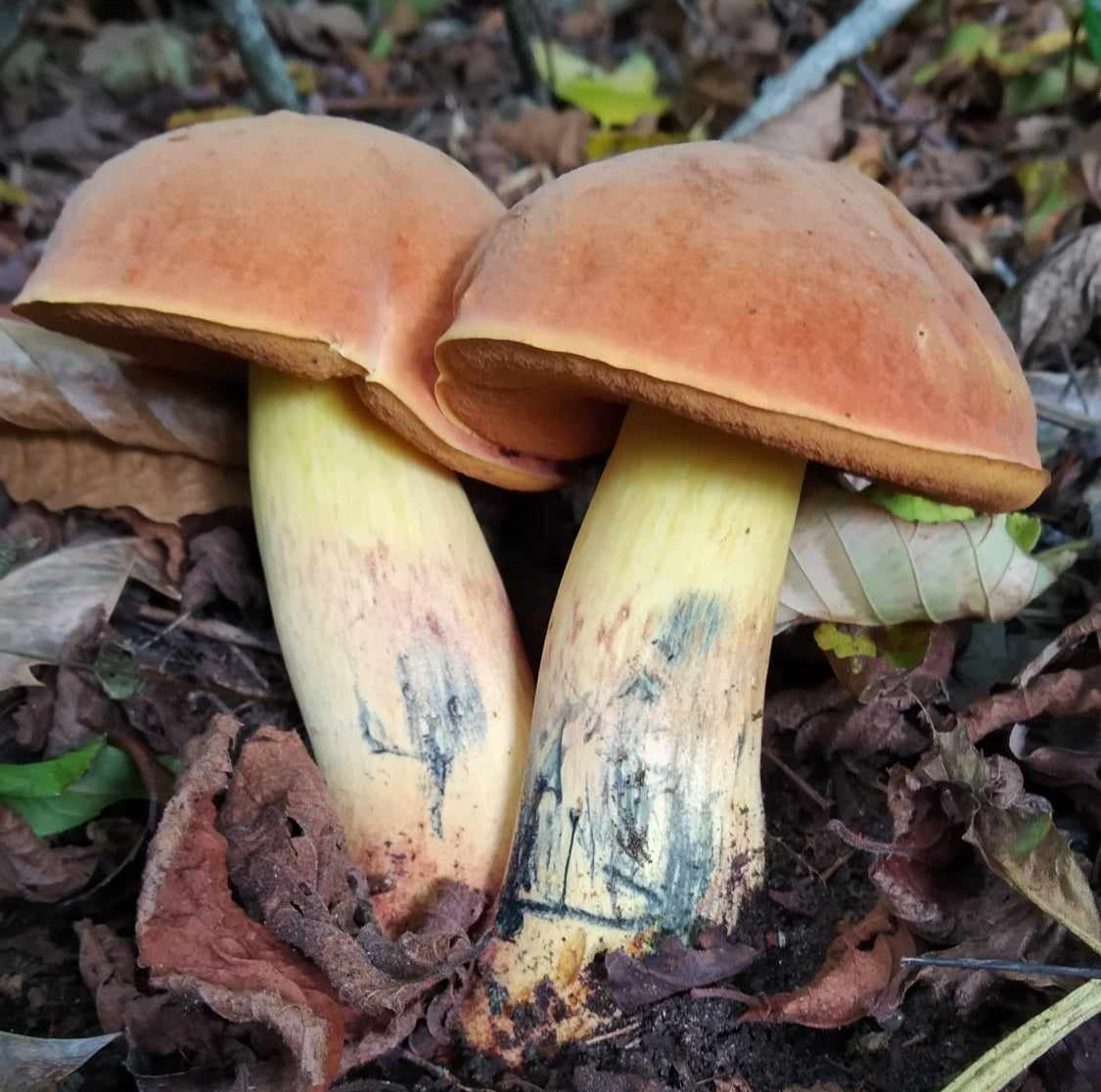
Deux sporophores de S. queletii en France.

Cette espèce a été décrite pour la première fois vers 1885, simultanément mais séparément, par le mycologue autrichien Stephan Shulzer von Müggenburg et le Français Lucien Quélet. Les deux mycologues ont donné un nom différent à ce champignon, le dédiant l'un à l'autre. En effet, Schulzer l'a appelé Boletus queletii, tandis que Quélet l'a appelé Boletus schulzeri ; cependant, le champignon a reçu le nom qui lui a été donné en premier dans l'ordre chronologique, à savoir : Boletus queletii.
En fait, en 1796, Christiaan Hendrik Persoon avait décrit une espèce de bolet, lui donnant son premier nom scientifique Boletus erythropus, puis, au cours des 200 années suivantes, ce même nom a été largement utilisé pour reconnaître et identifier une espèce bien connue à pores rouges. Cependant, on a récemment découvert que le champignon de Persoon n'avait pas de pores rouges, mais des pores orange, et il a donc été décidé que l'utilisation du nom B. erythropus n'était pas valable pour celle-ci, et aujourd'hui l'espèce à pores rouges, probablement trouvée par Persoon, est connue sous le nom de Neoboletus luridiformis/Neoboletus erythropus/Neoboletus praestigiator (un autre nom qui a fait l'objet de mille disputes). Selon le livre Funga Nordica, le basidiomycète décrit à l'origine par Persoon était en fait ce que l'on connaît aujourd'hui sous le nom de Suillellus queletii.
Au cours de la période suivante, vers la fin du 19e et le début du 20e siècle, d'autres surnoms ont été donnés et utilisés pour ce champignon. Shulzer l'a également appelé Boletus lateriotius, puis Suillus lateritius. Après environ 130 ans, le nom a de nouveau été modifié. En 2014, après que le champignon ait été appelé Boletus Queletii pendant une longue période, ce sont les chercheurs italiens Alfredo Vizzini, Giampaolo Simonini et Matteo Gelardi qui, grâce à des examens moléculaires approfondis visant à comprendre la phylogénie de ce champignon, ont confirmé le changement de genre et l'ont réinséré dans le groupe des Suillellus au lieu de celui des Boletus,,.

### Étymologie
L'épithète spécifique queletii de son nom binominal lui a été attribué en l'honneur des travaux du mycologue Lucien Quélet (1832-1899).

### Noms vulgaires et vernaculaires
Ce taxon porte en français les nom vernaculaires ou normalisés suivants : Bolet de Quélet, Bolet betterave. En Anglais, on l'appelle "Deceiving Bolete", ce qui se traduirait par "Bolet trompeur", en référence à sa grande variabilité de couleur et de morphologie.

## Description du sporophore

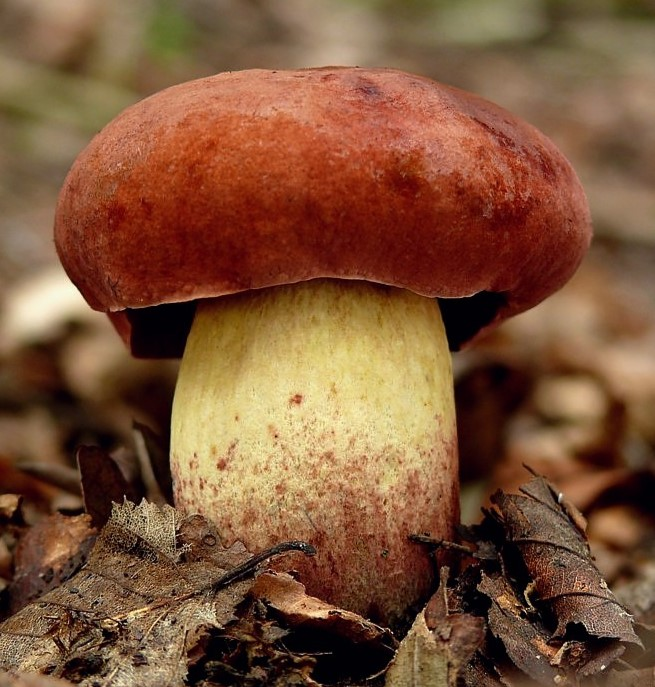
Jeune S. queletii en Slovaquie.

Les bolets sont des champignons dont l'hyménophore, constitué de tubes et terminés par des pores, se sépare facilement de la chair du chapeau. Ce chapeau d'abord rond, recouvert d'une cuticule, devient convexe à mesure qu’il vieillit. Ils ont un pied (stipe) central assez épais et une chair compacte. Les caractéristiques morphologiques de S. queletii sont les suivantes :
Son chapeau mesure de 5 à 15 cm, il est sec et souvent velouté, variable de couleur, brun, brun orangé, brun cuivré, brun orange, brun-rouge à rouge orangé, parfois avec des teintes cuivrées ou olivâtres.
L'hyménophore présente des tubes jaunes puis jaune olivâtre, nettement bleuissants. Ses pores sont fins, jaunes à orangés et enfin rouges, bleuissants. La sporée est de couleur brun olive foncé.
Son stipe mesure 5 à 15 cm x 1,5 à 4,5 cm. Il est de couleur crème à jaunâtre clair, sans aucun réseau, couvert de très fines granulations, presque indistinctes, si ce n'est sublisse. La base de ce pied est typiquement de couleur rouge pourpre betterave, à l'extérieur comme à la coupe.

La chair est jaune à jaune pâle, bleuissante à la coupe, de couleur rouge pourpre betterave à la base. Elle peut occasionnellement être rougeâtre sous le chapeau, présentant ainsi une ligne de Bataille au dessus des tubes, comme chez S. luridus. Sa saveur est douce et son odeur est faible,.

Principaux caractères distinctifs
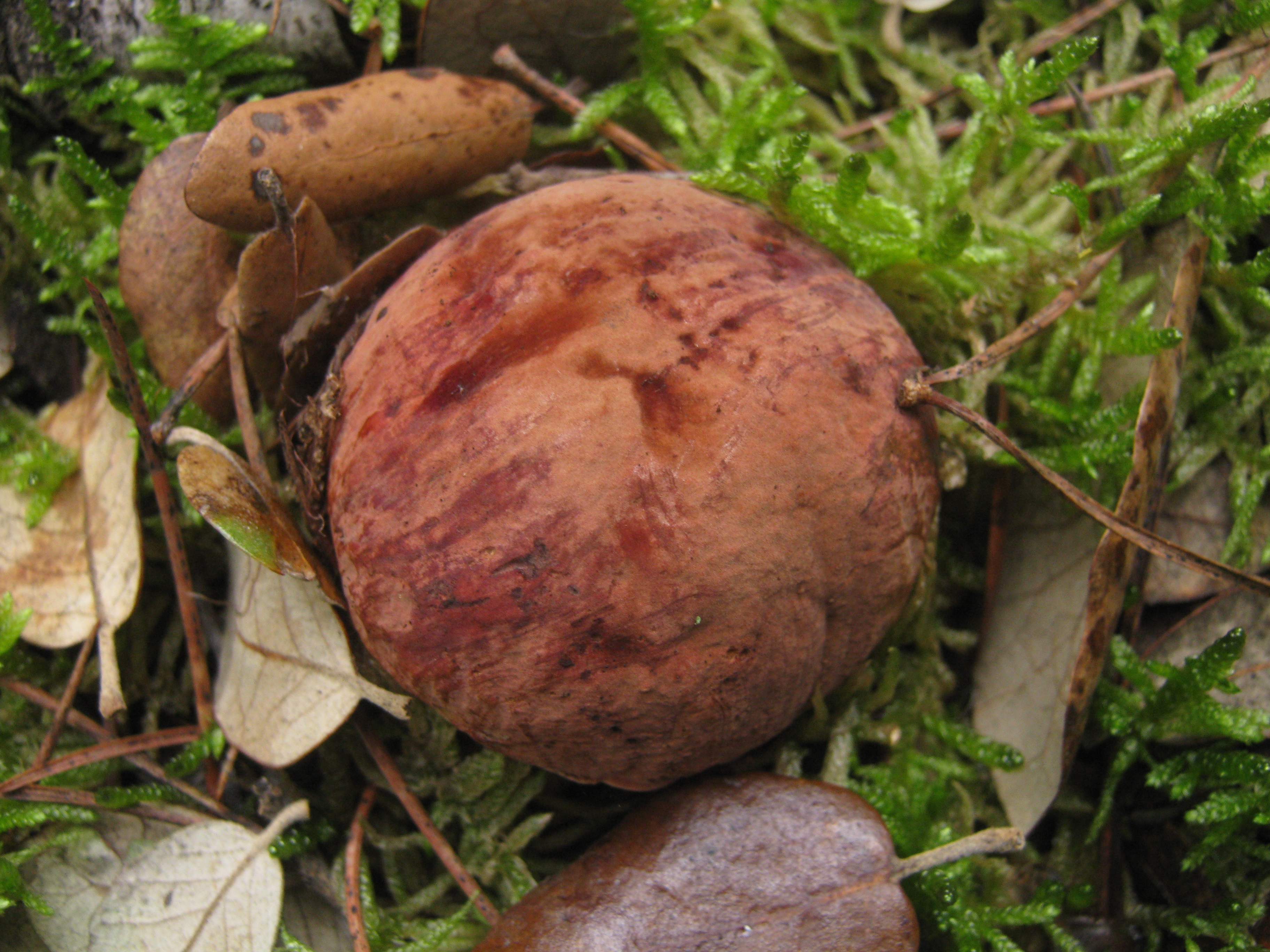
Chapeau brun orangé, brunâtre à rougeâtre
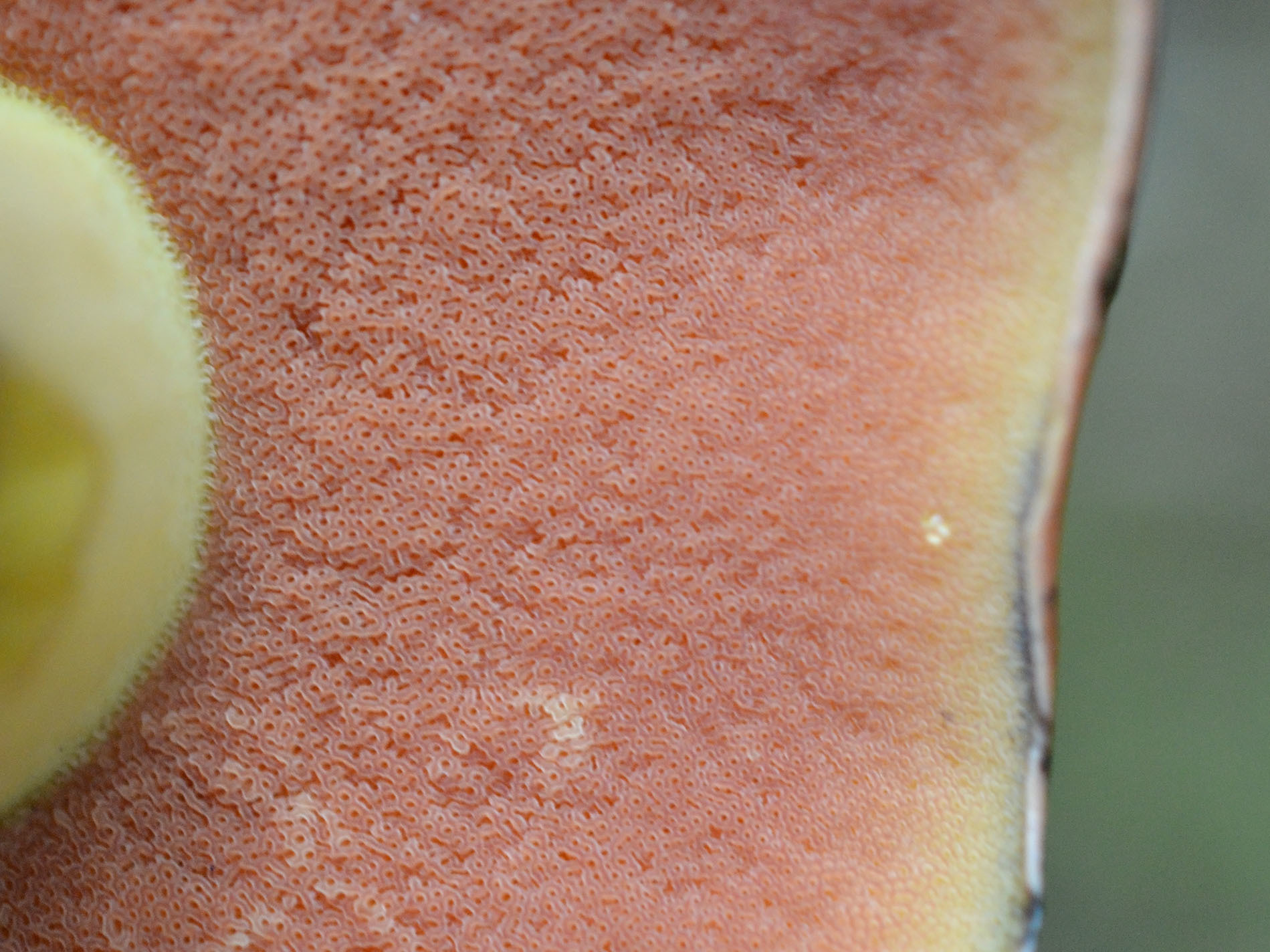
Pores orangés, rougeâtres à jaunâtres.
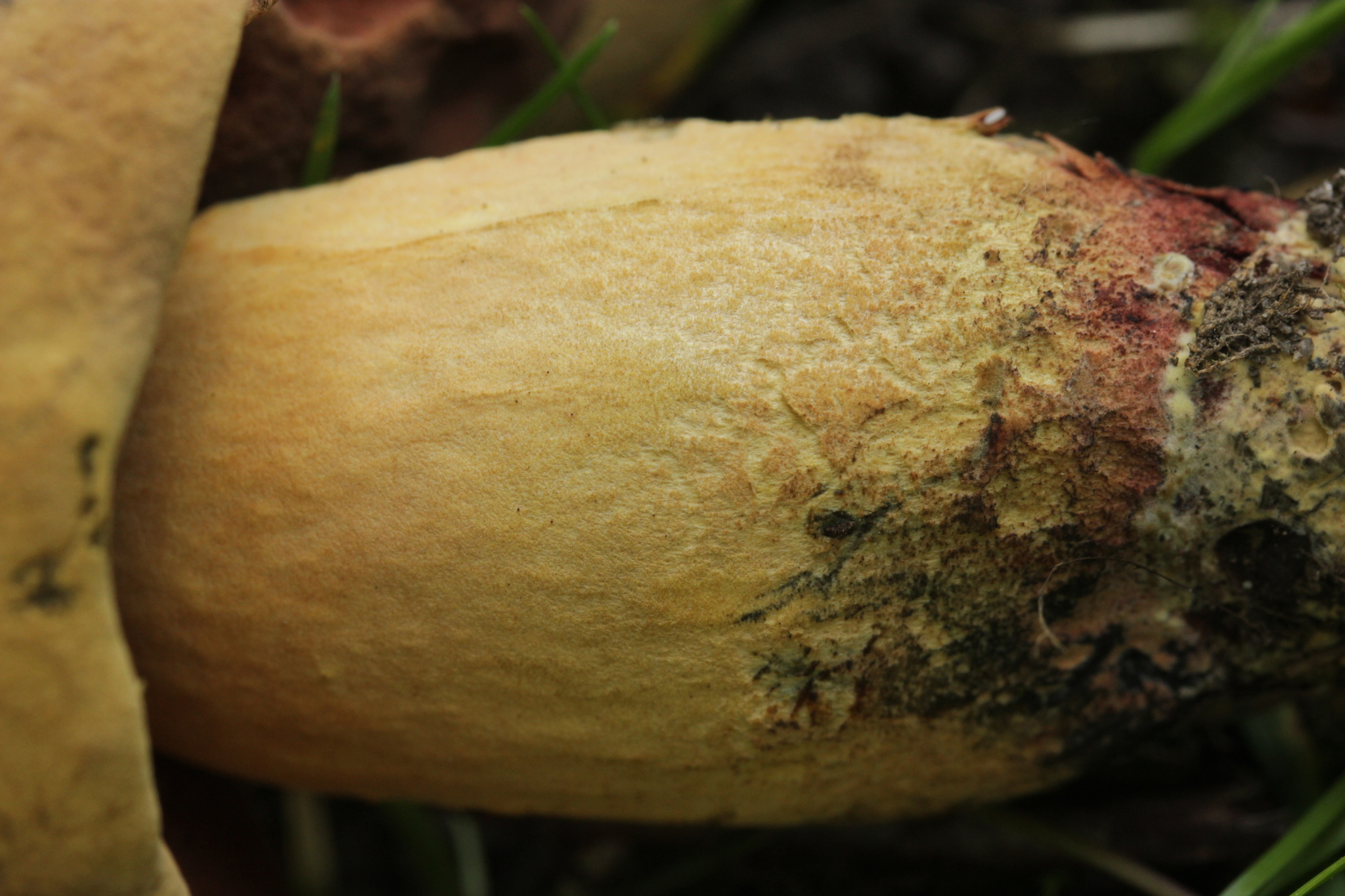
Stipe jaunâtre crème très finement ponctué ou lisse.
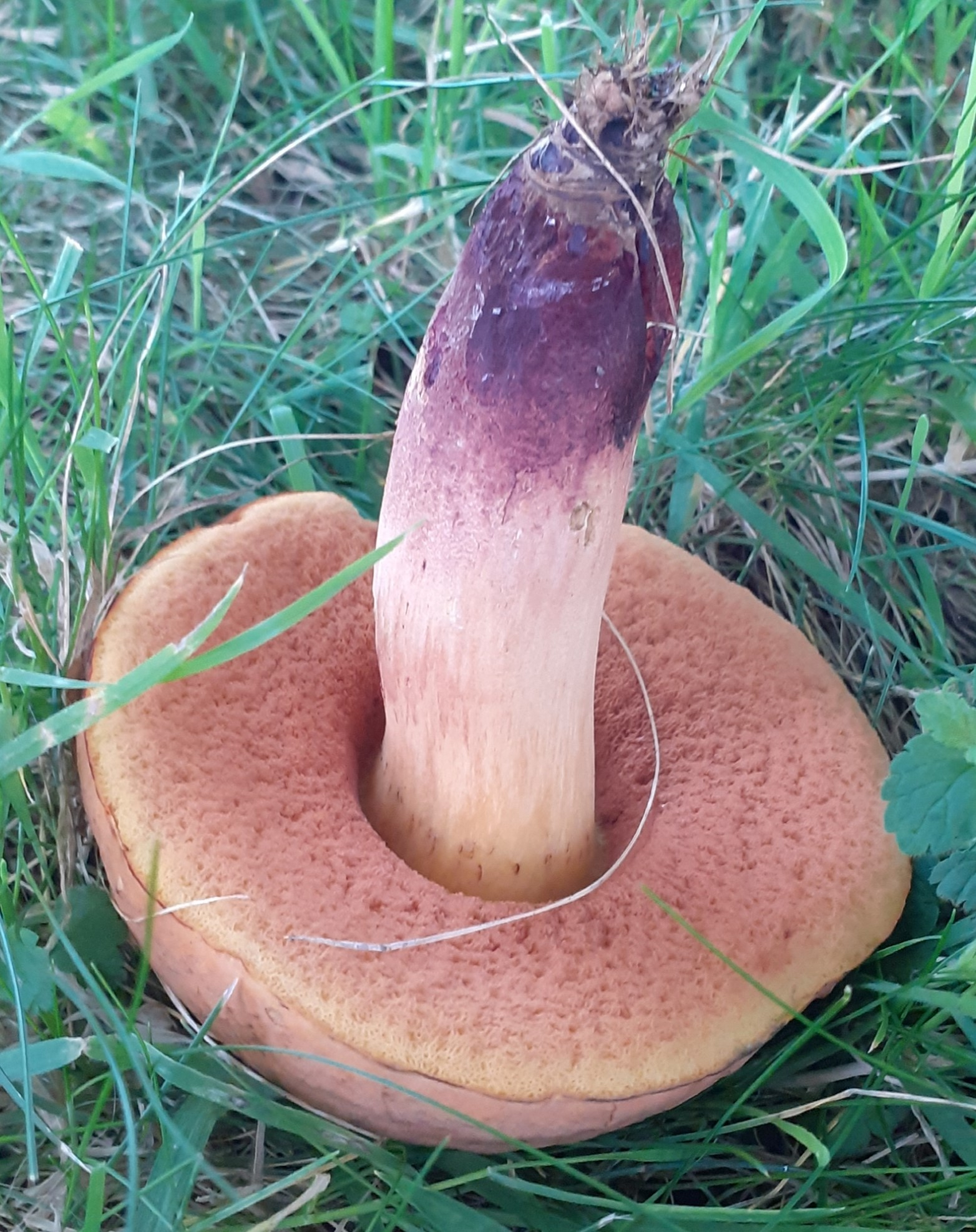
Base du pied betterave.
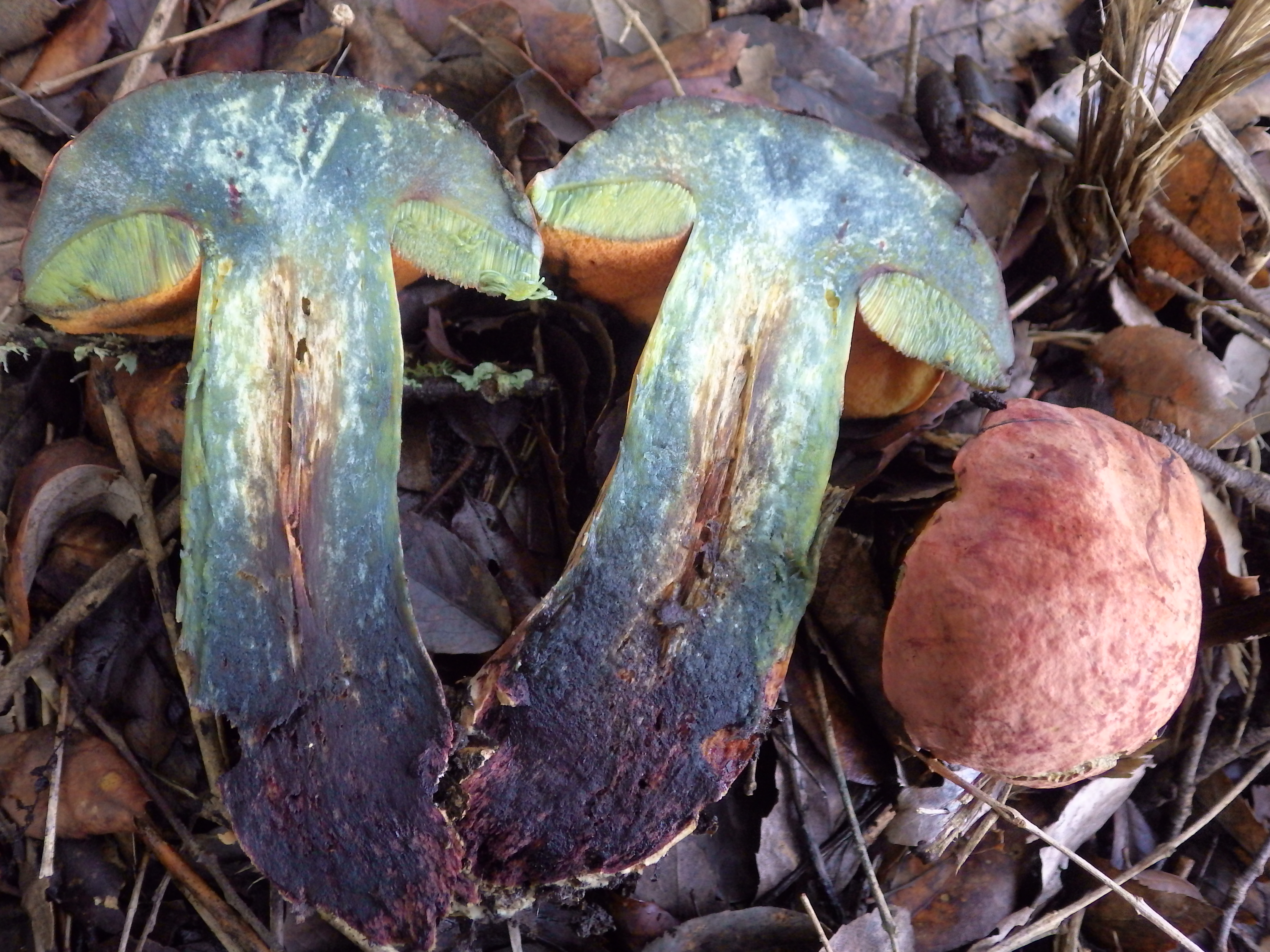
Chair modérement à intensément bleuissante.
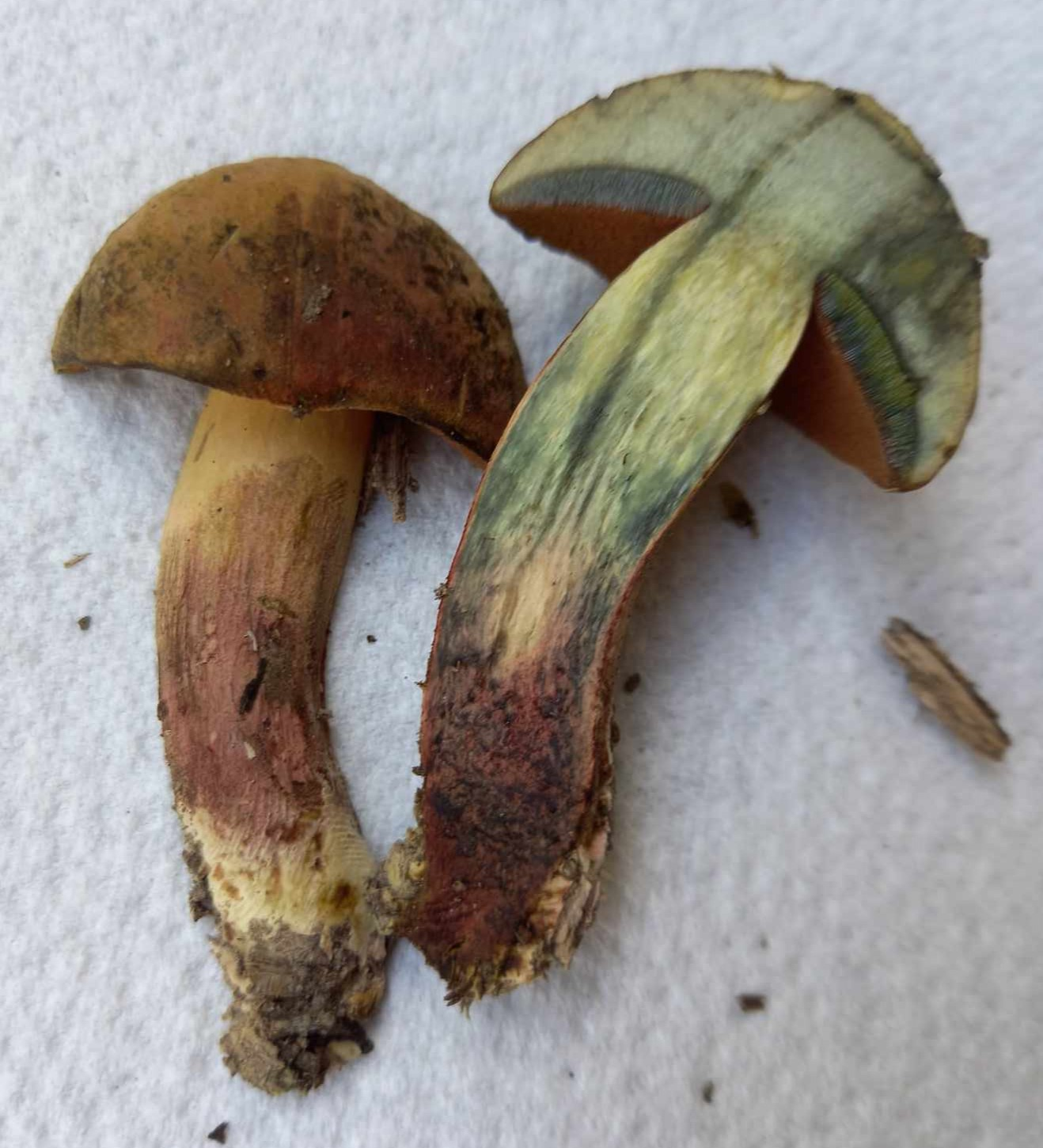
Chair du bas du pied betterave.

### Caractéristiques microscopiques

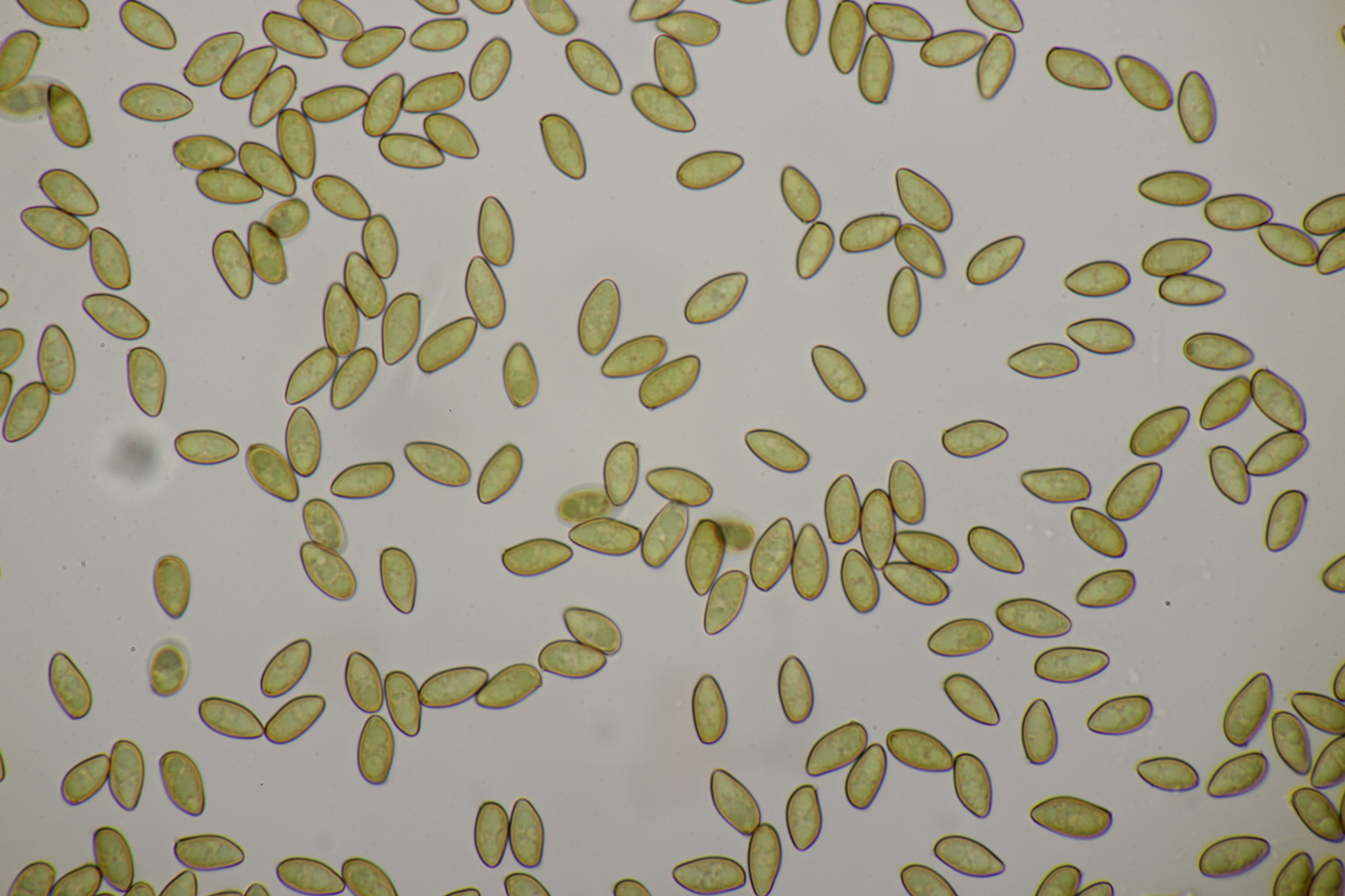
Spores de Suillellus queletii.

Ses spores mesurent 10 à 13,5 µm x 5 à 6,5 µm. Elles sont allongées-fusoïdes, lisses, jaune olive pâle, guttulées.
Ses basides sont clavées, tétrasporiques, non bouclées. Ses cheilocystides et pleurocystides sont fusiformes, clavées à vésiculeuses, en partie à contenu jaunâtre, mesurant 30 à 45 µm x 8 à 11 µm.
La cuticule est formée d'hyphes dressées à extrémités fusiformes ou cylindriques, non bouclées, plus ou moins pigmentées de brun, larges de 3 à 8 µm.

## Galerie

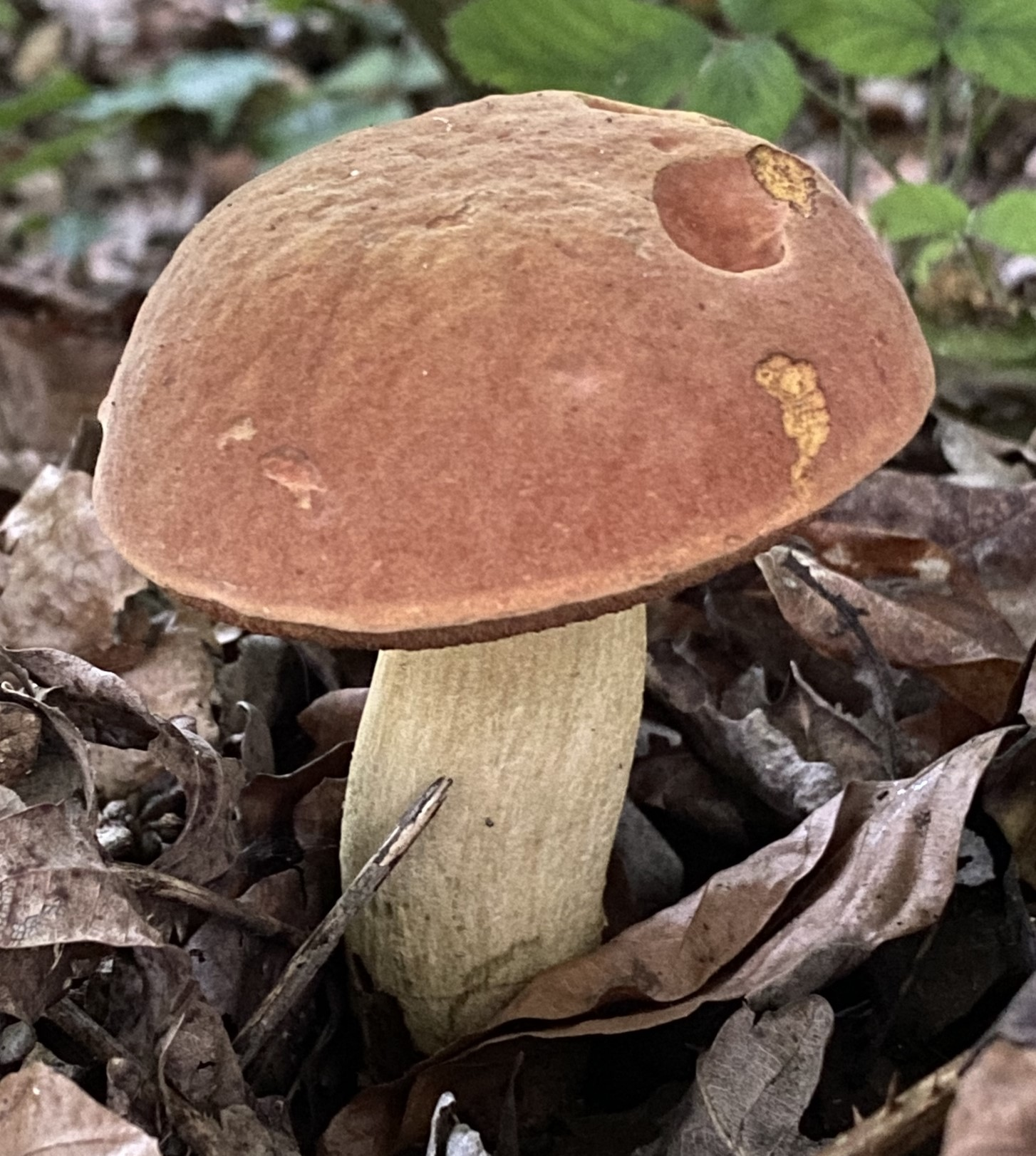
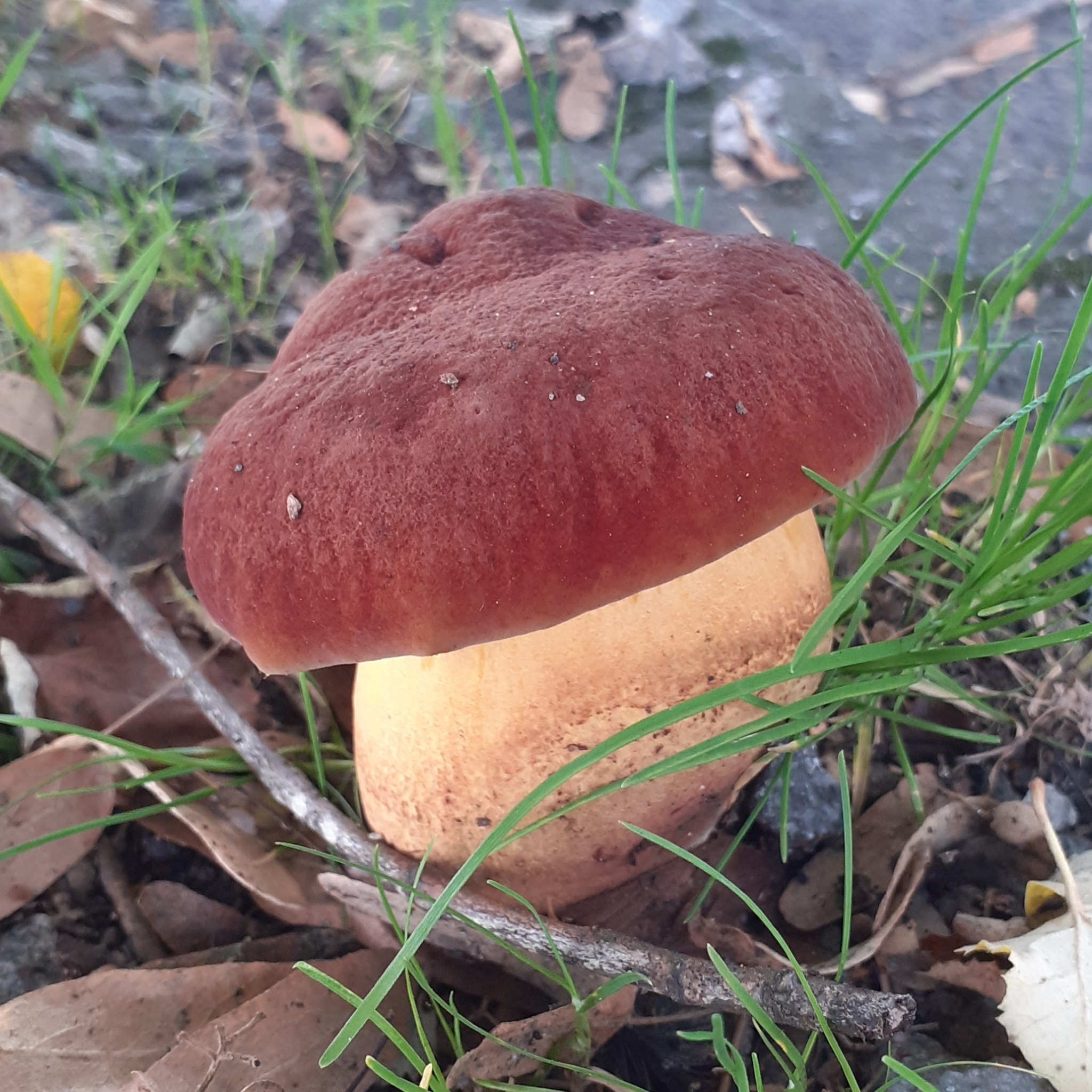
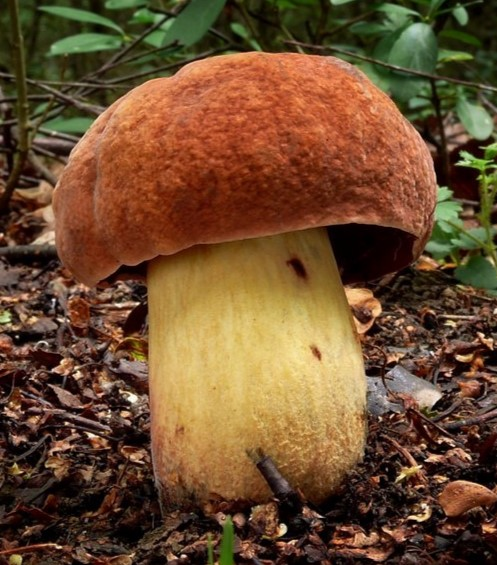
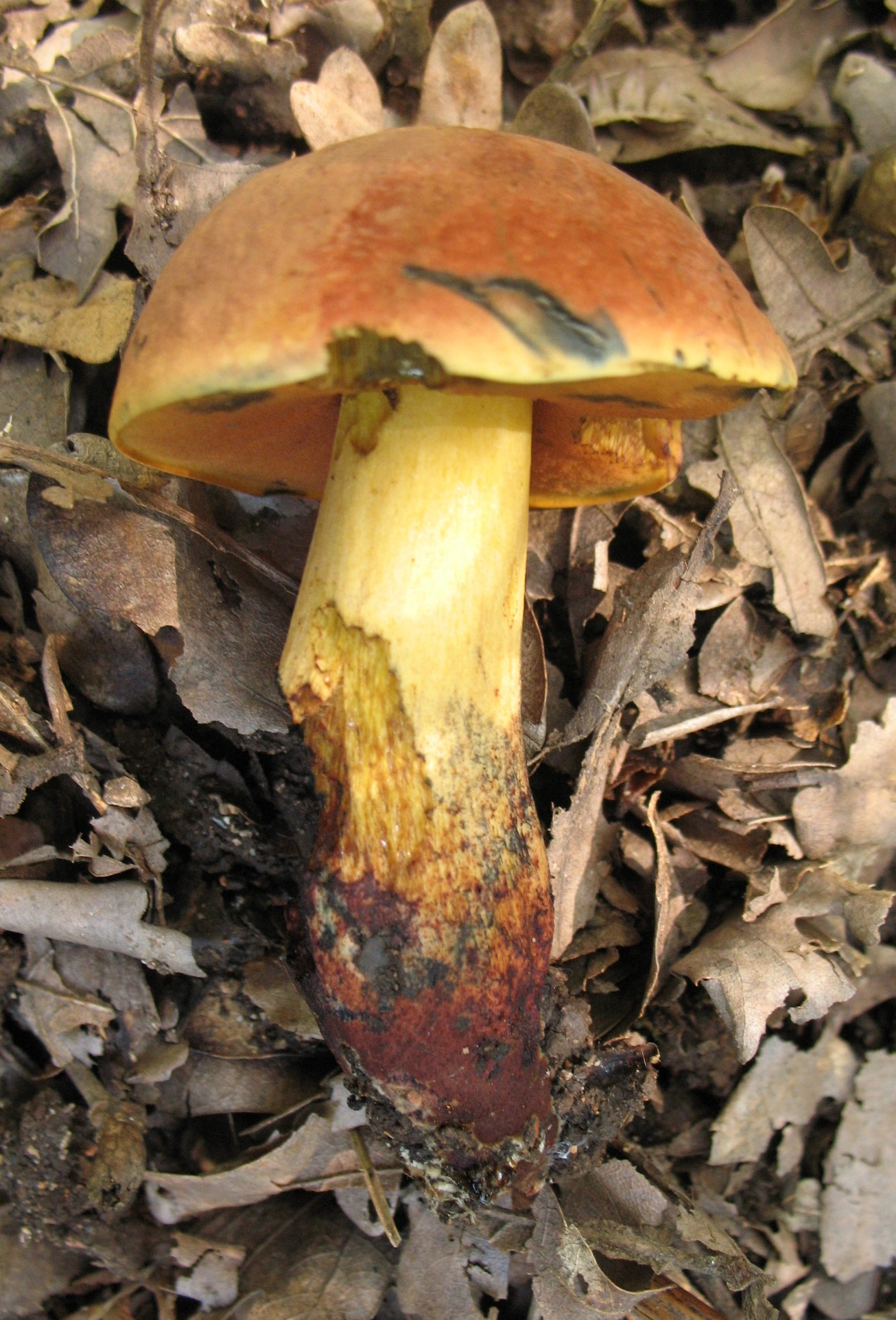
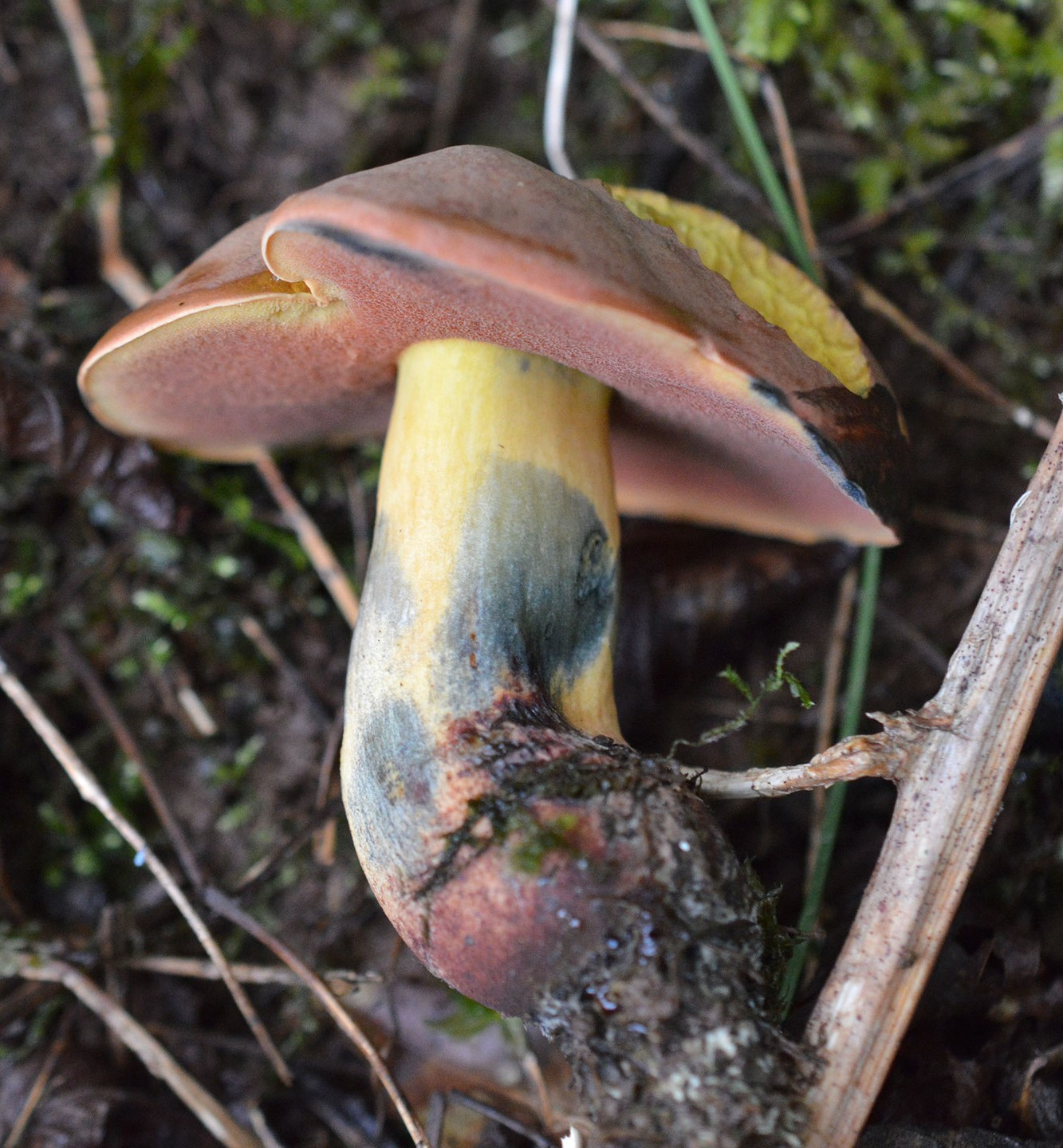
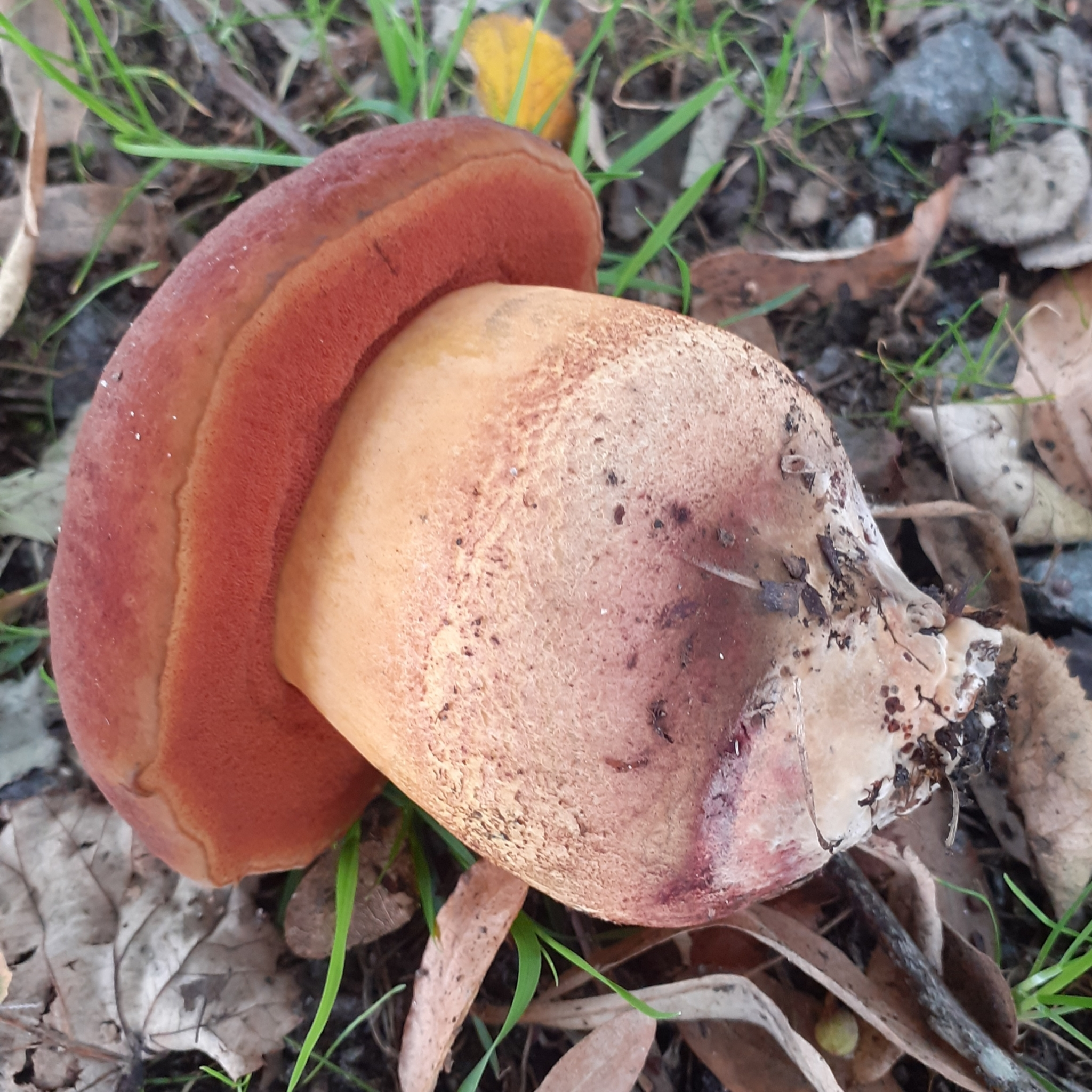
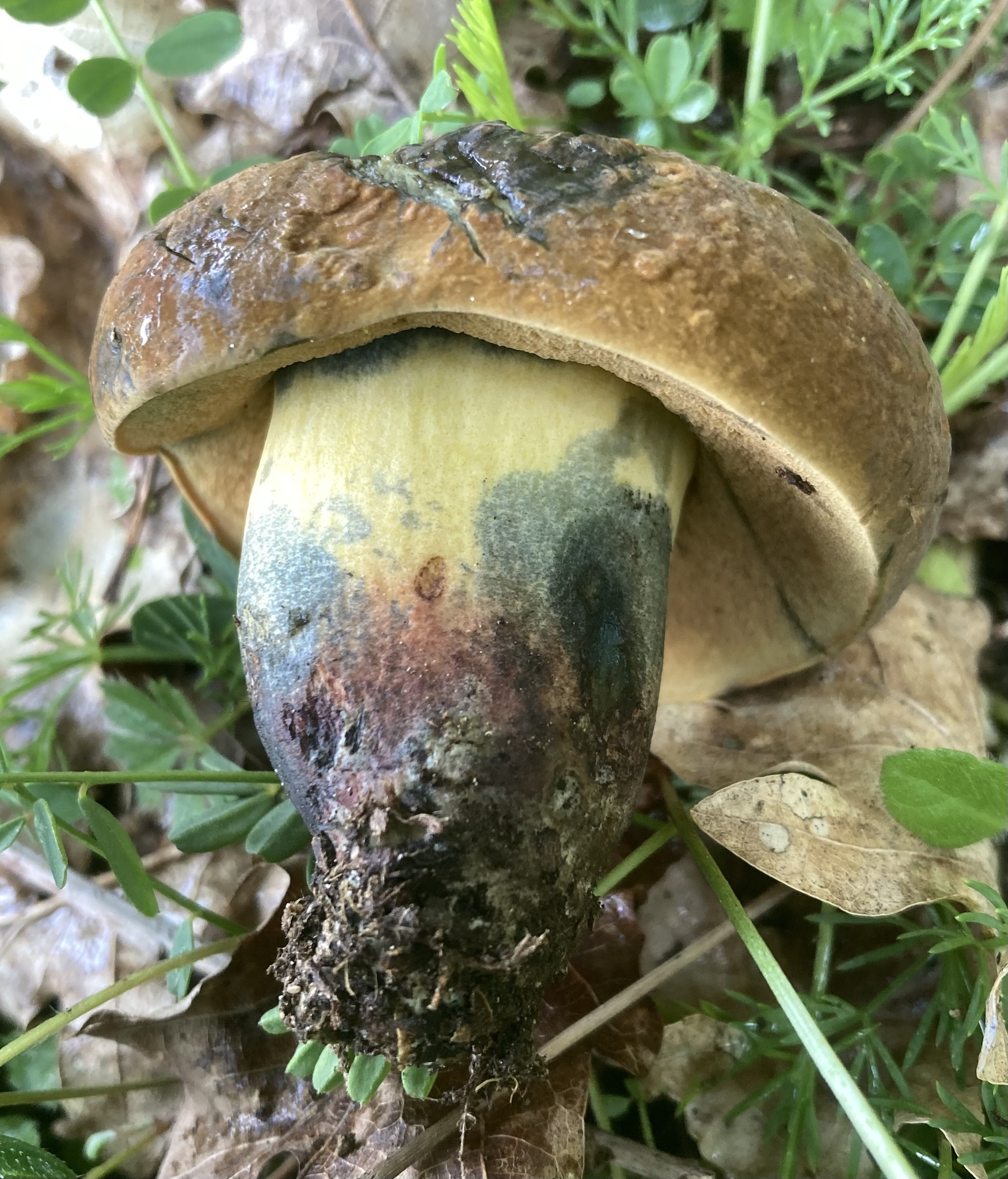
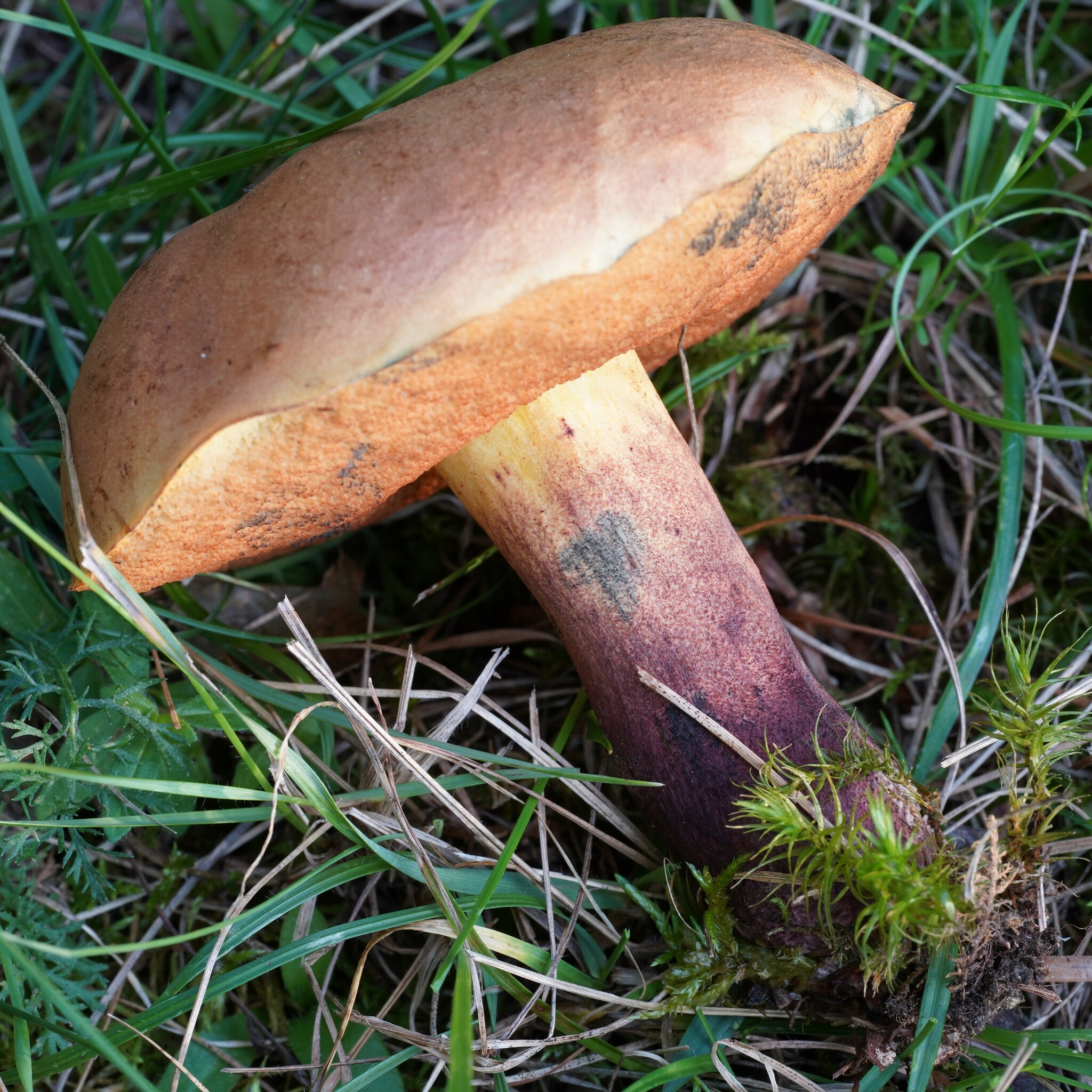
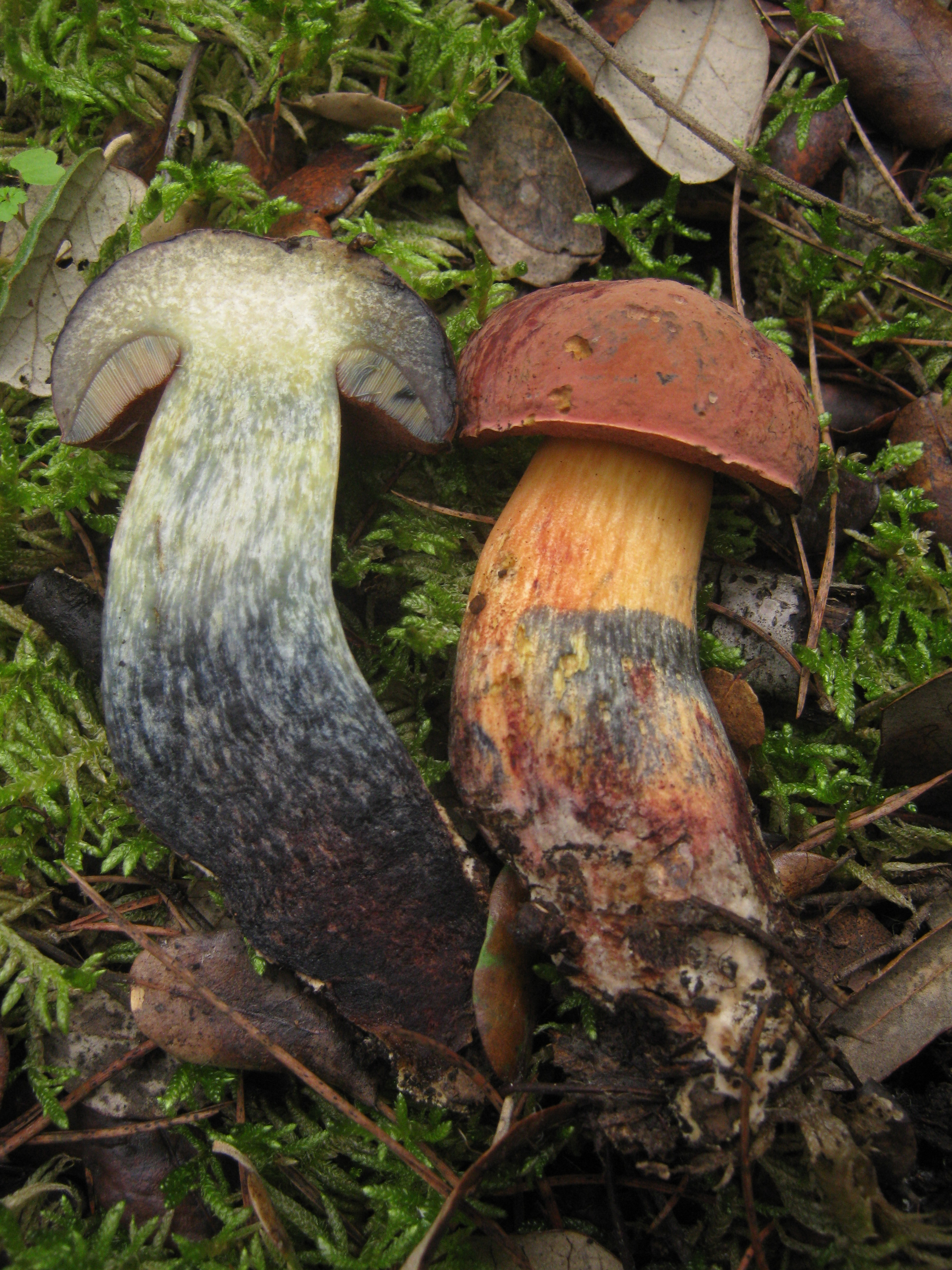
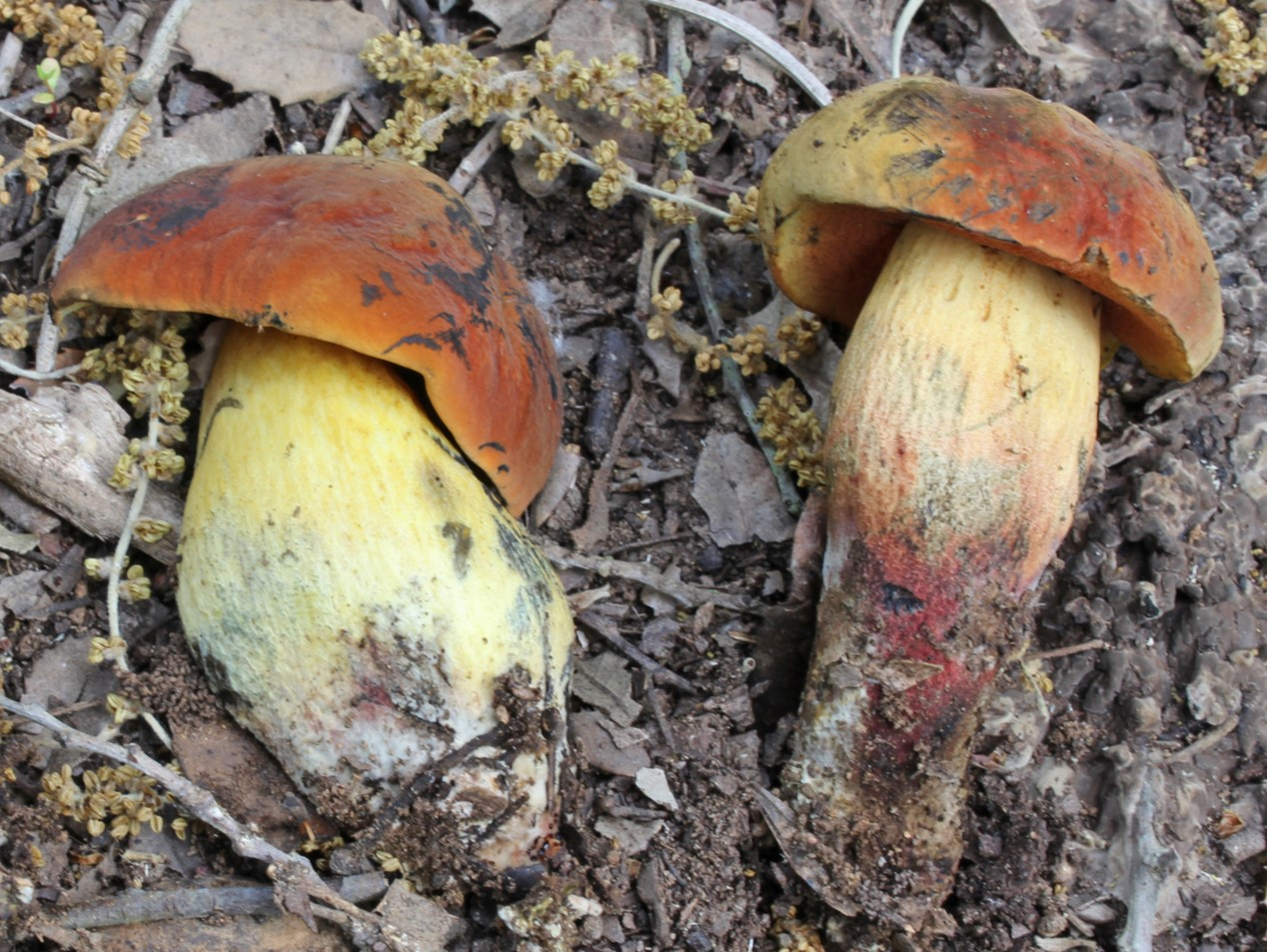
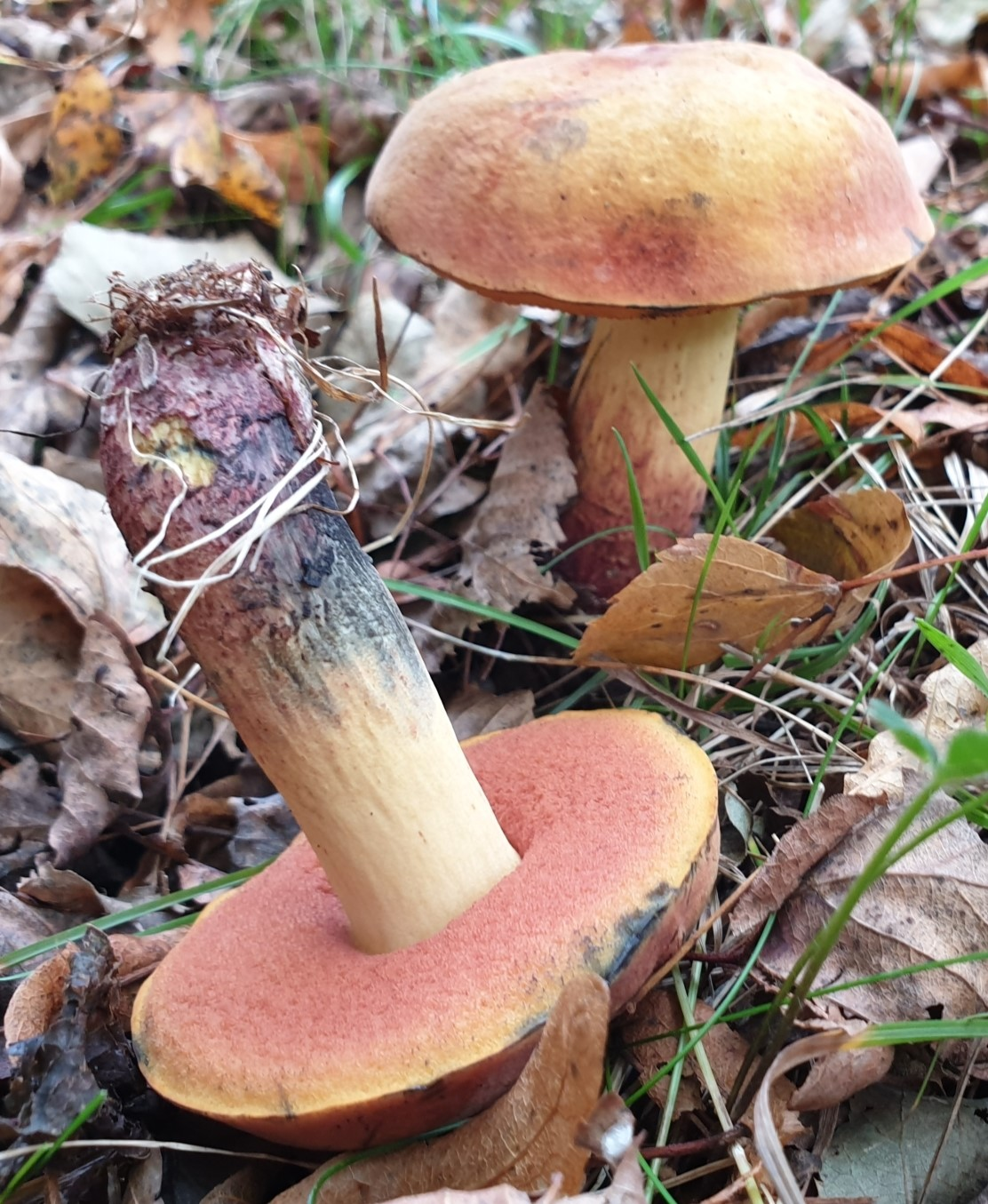
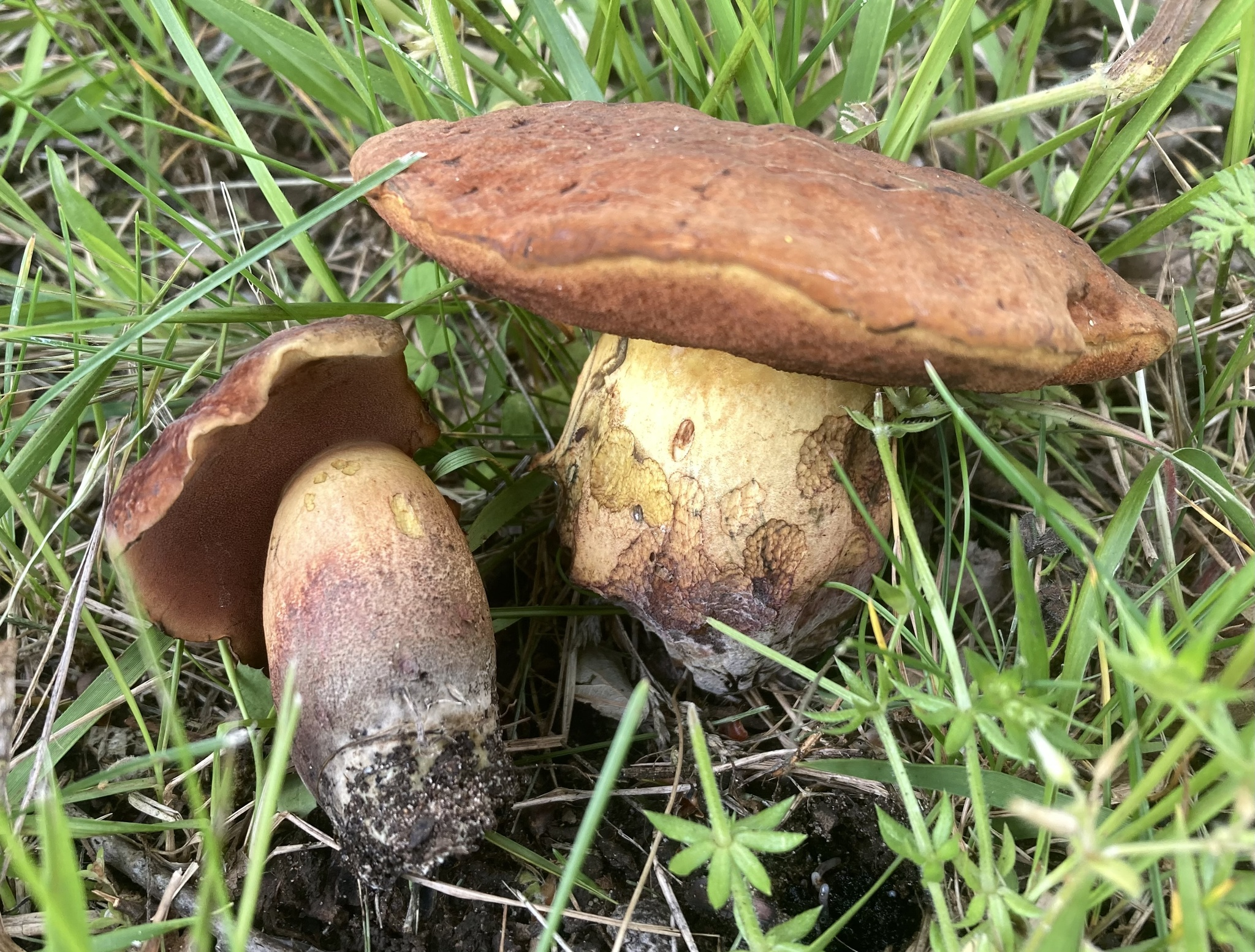
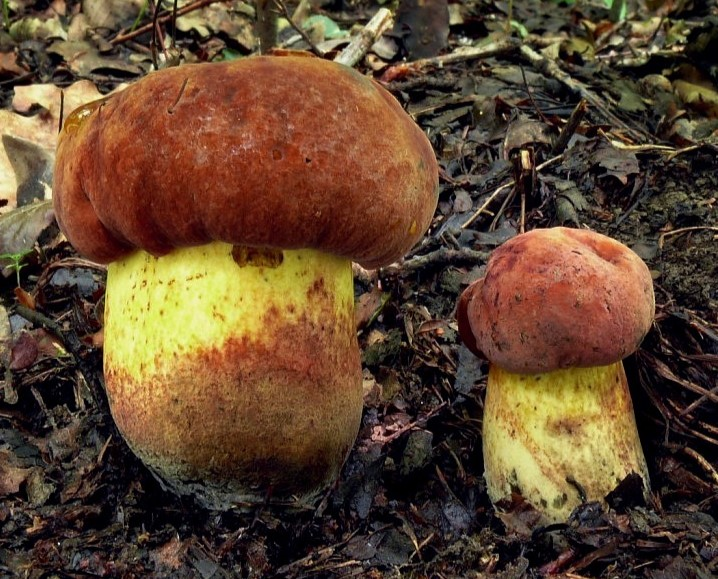
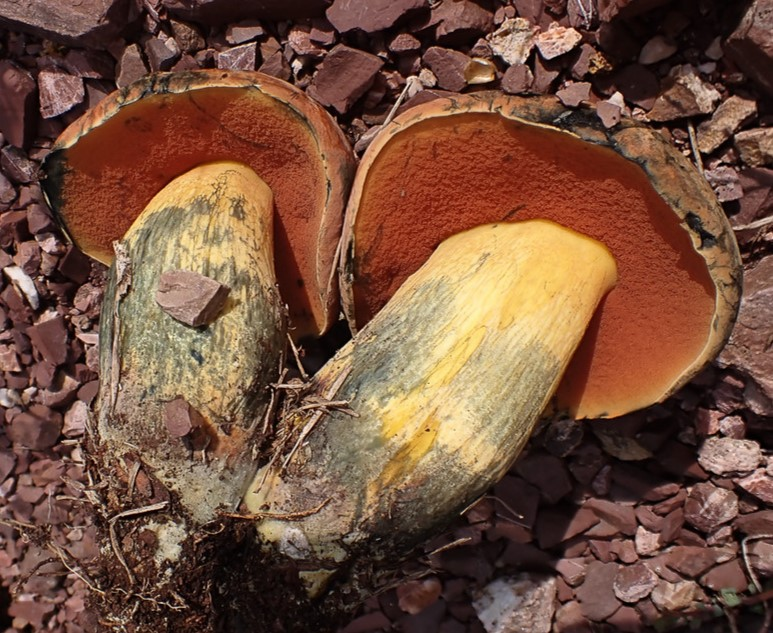
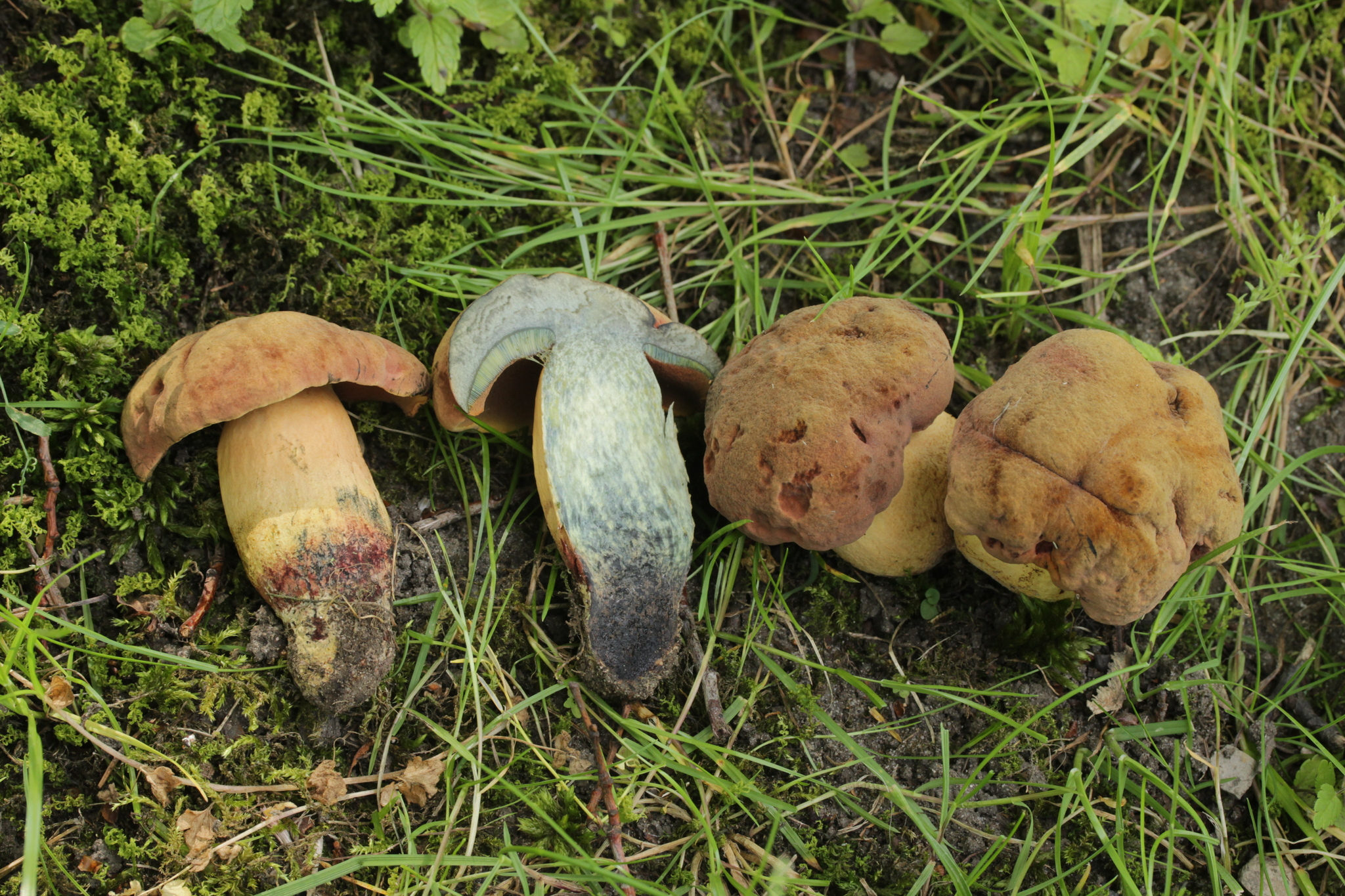
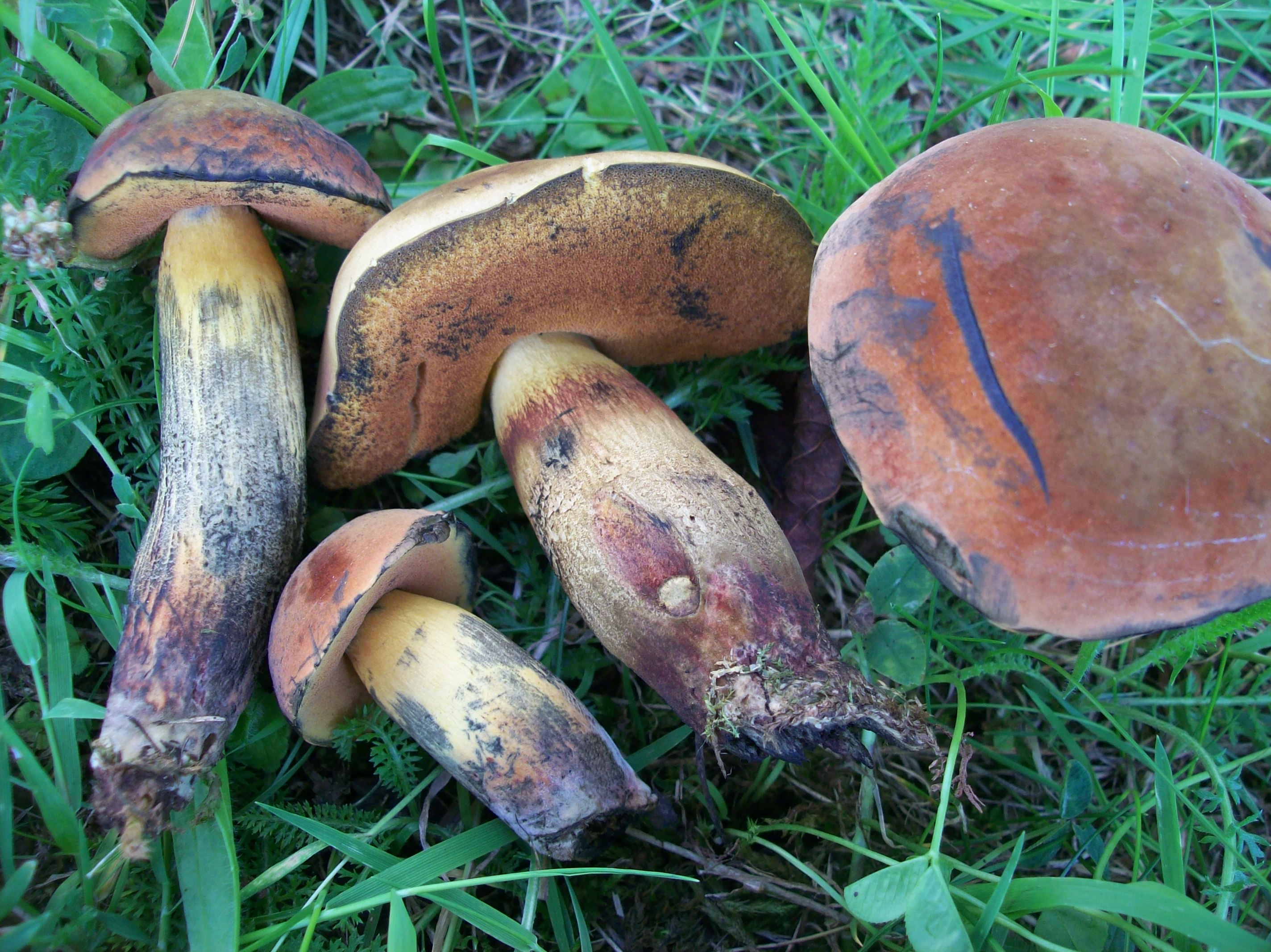
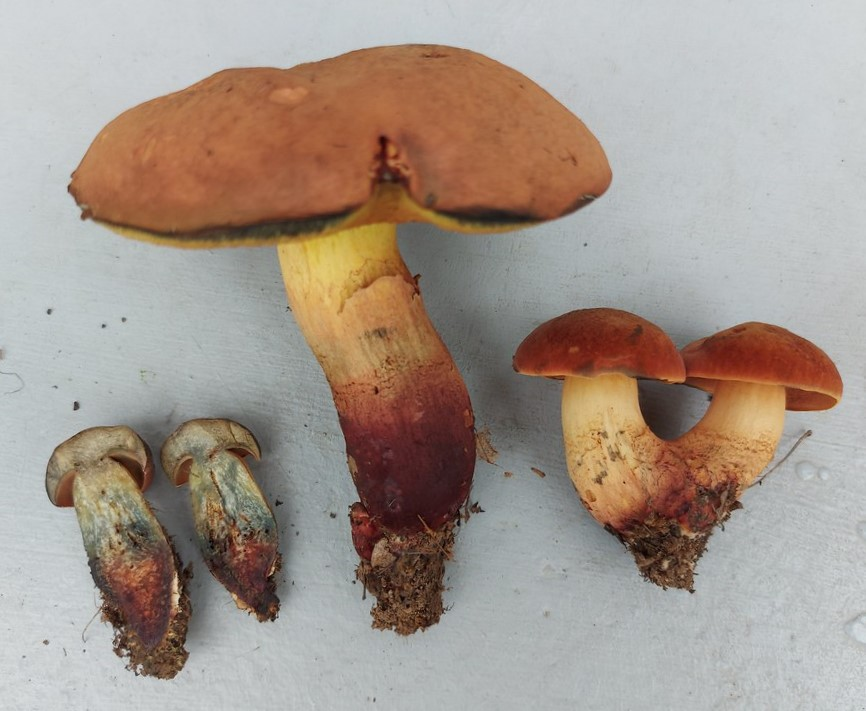
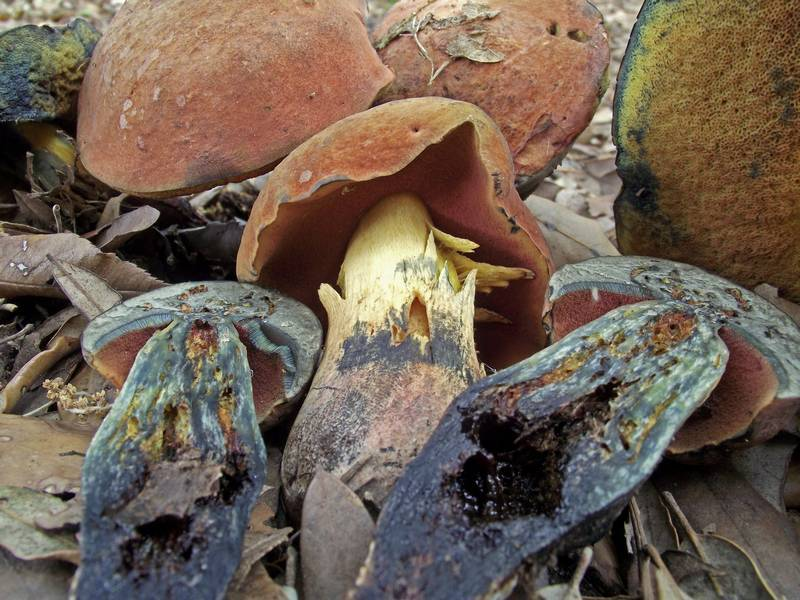
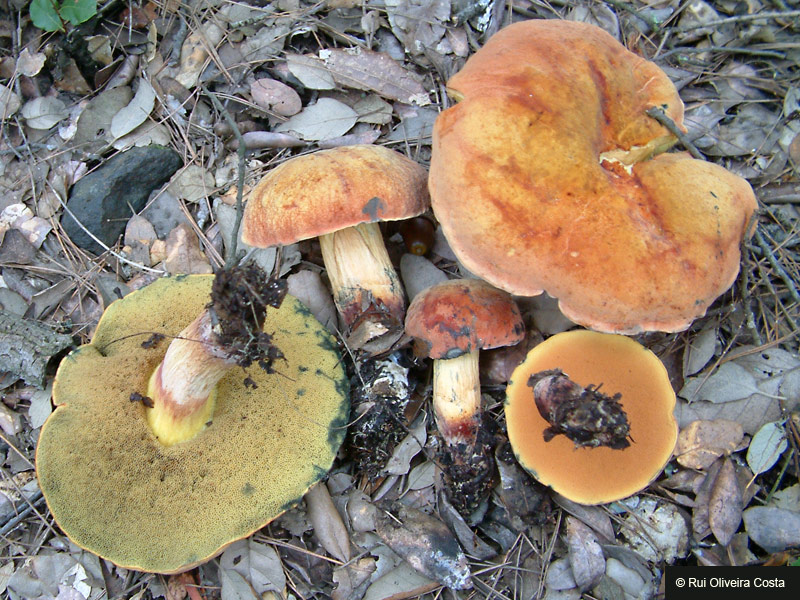

## Variétés et formes
De nombreuses variétés et formes ont été décrites pour Suillellus queletii. Tout comme S. luridus, elles traduisent la grande variabilité chromatique de l'espèce, c'est pourquoi certains mycologues les considèrent, toutes ou certaines, comme assez superflues devant cette variabilité naturelle.

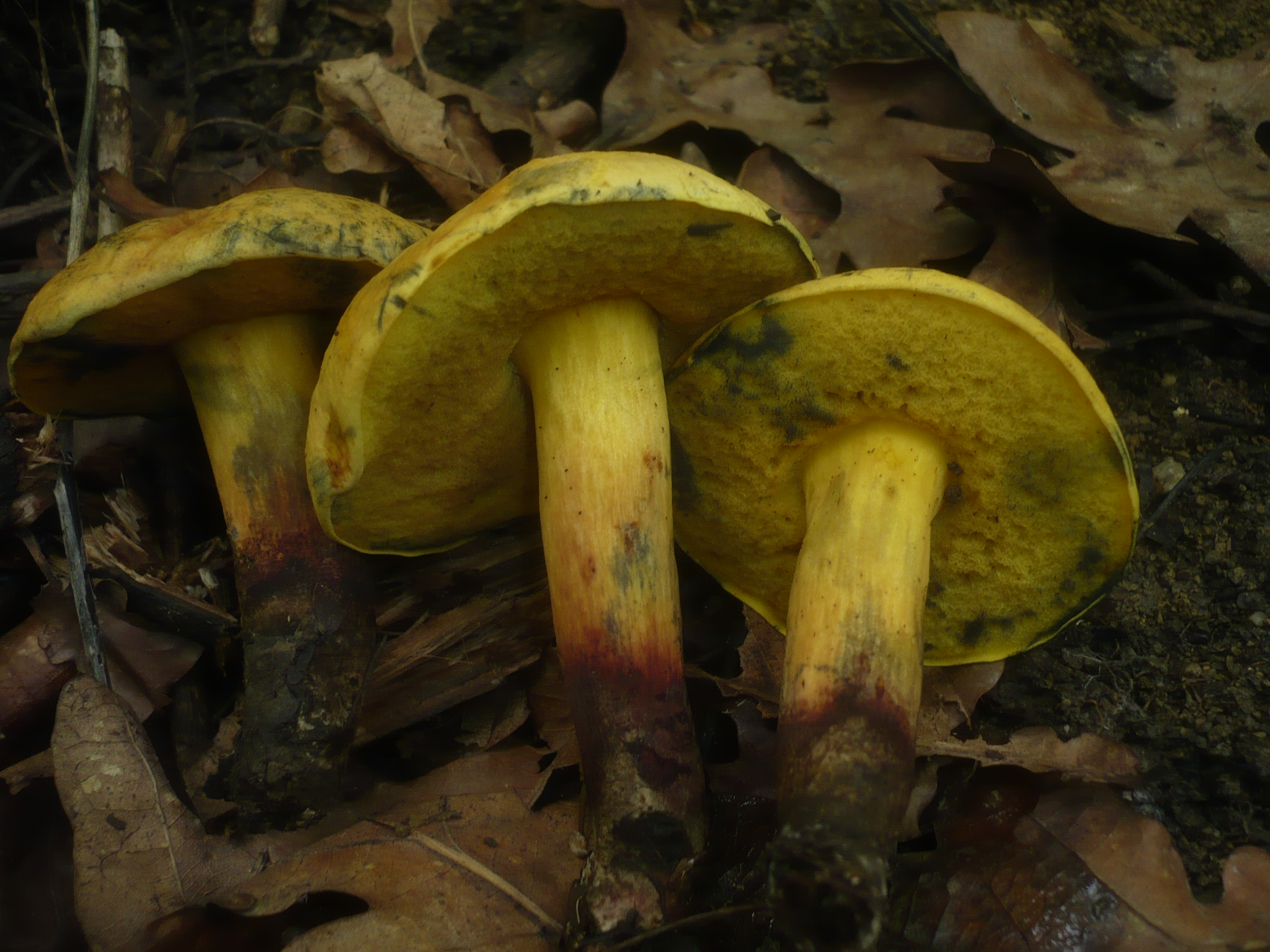
Forme discolor.

- Forme discolor.Suillellus queletii f. discolor, forme décolorée. Chapeau jaunâtre, tubes jaunes, pores orangeâtres, stipe jaune jonquille, betterave à la base. Couche orangeâtre sous les tubes. Spores 11,7-14,5 X 6-7,5 μm[10]. Peut très facilement se confondre avec la f. discolor de N. erythropus. Suillellus queletii f. junquilleus semble identique.

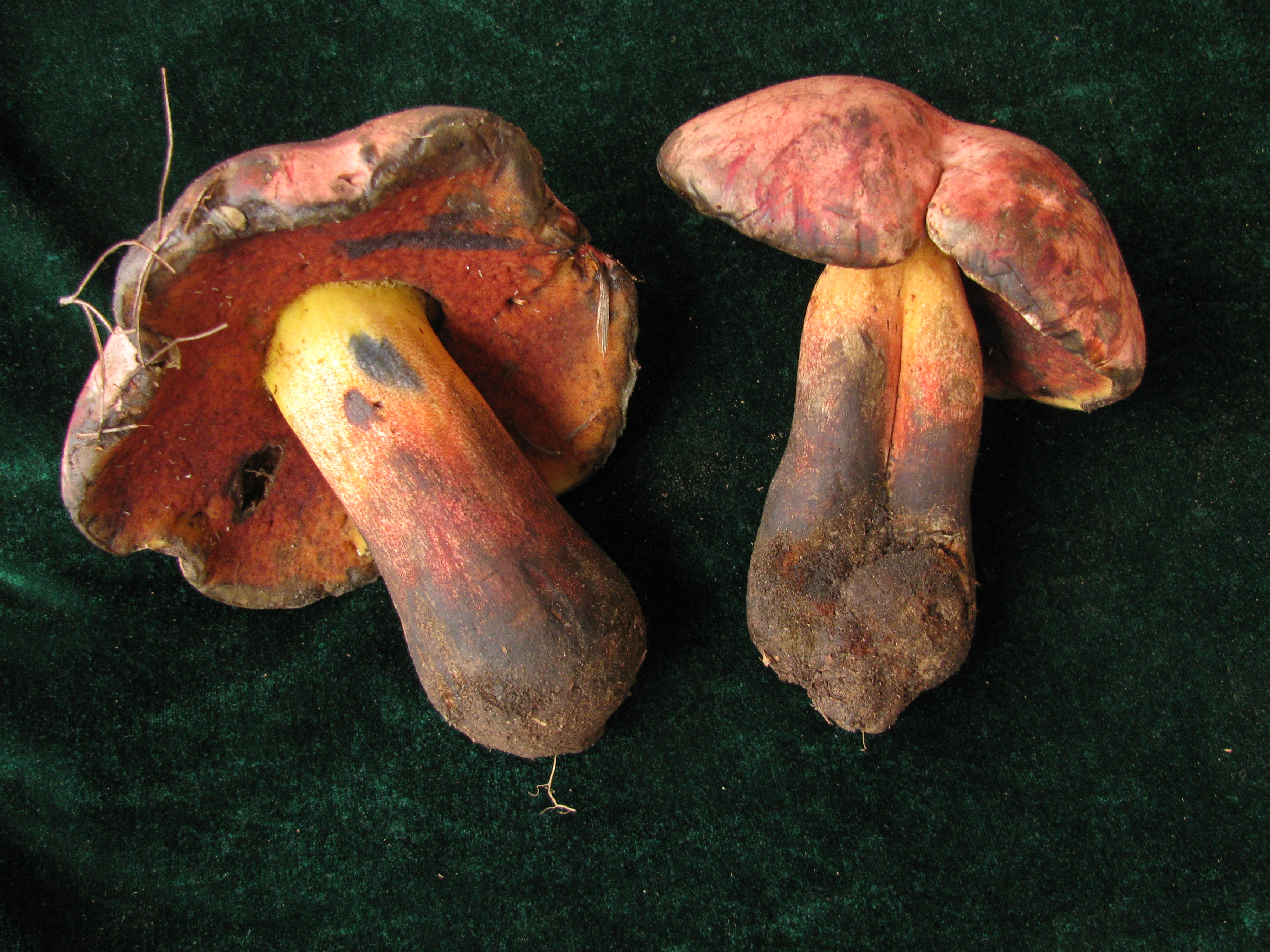
Forme rubicundus.

- Forme rubicundus.Suillellus queletii var. rubicundus, variété rubiconde. Chapeau rouge pourpre, rougeâtre. Pores orangeâtre sale. Stipe plus ou moins ponctué de rouge pourpre, rougeâtre. Base betterave, couche jaune sous les tubes. Sous chênes divers, assez fréquent sous chênes verts[10]. Suillellus queletii var. aurantiacus semble identique.
- Suillellus queletii var. lateritius, variété briquée. Chapeau pulviné, tomenteux, de couleur brique, enfin cerise sale. Pores concolores, très petits, profondément déprimés autour du stipe, tubes jaune, pied jaune[11].
- Suillellus queletii var. pseudoluridus, variété semblable à S. luridus. Chapeau irrégulier orangeâtre d'aspect granité. Pores orangeâtres. Stipe ponctué de fines méchules rouges avec parfois un début de pseudo-réseau. Chair jaune, rouge betterave dans sa moitié inférieure, plus noirâtre à la coupe que chez S. queletii. Ligne de Bataille plus au moins bien définie[10].
- Suillellus queletii var. squarrosipes, variété squamuleuse. Chapeau cannelle jaunâtre, pores jaune d'or, tubes légèrement déprimés autour du pied. Base du stipe à peine rougeâtre, à la surface diffractée en carrés sur sa moitié inférieure, formant des squamules[11].
- Suillellus queletii var. zugazae, variété crème. Chapeau crème plus ou moins sombre ou ochracé-orangé. Pores jaunes à rose orangé. Stipe nu ou éraillé, crème foncé, jaunâtre. Chair blanche, un peu jaunâtre, rouge foncé dans le stipe, se prolongeant par une faible ligne rougeâtre plus ou moins longue au-dessus des tubes. Sous Pinus sylvestris. Spores 16-18 x 5-8,5 μm[10].

## Habitat et distribution
Le Bolet de Quélet est une espèce ectomycorhizienne, thermophile, commune à inhabituelle en France et en Europe, poussant uniquement sous feuillus, surtout sous chênes et charmes dans les bois clairs, mais aussi sous les noisetiers, les hêtres et les tilleuls, à basse altitude. Il préfère les sols calcaires, alcalins, basiques, argileux ou limoneux, dont le pH est supérieur à 8,0. À l'intérieur des forêts, il préfère se développer en bordure des chemins ou à proximité des zones humides, comme les prairies feuillues ou les landes herbeuses. Fructifiant du début de l'été à la fin de l'automne, en particulier de mai-juin à fin septembre-début octobre, avec une préférence pour les mois d'été les plus chauds, il n'est pas rare de le trouver dans les parcs, les jardins et autres zones herbeuses péri-urbaines, aux côtés de Suillellus luridus et Caloboletus radicans, il apprécie particulièrement les microclimats anthropiques chauds,.
C'est une espèce en danger en République Tchèque, elle figure aussi sur la liste rouge des espèces menacées en Allemagne, ainsi que dans d'autres pays européens tels que le Danemark, la Norvège, les Pays-Bas ou la Finlande. En Asie, elle a été observée à Taïwan. On la trouve également en Amérique du Nord dans le Vermont et en Afrique du Nord au Maroc. En Europe, les populations se situent principalement au sud. Vers le nord, la répartition s'étend jusqu'au sud de la Suède. Vers l'est, on trouve cette espèce de champignon au moins jusqu'au Caucase. Il est probable que sa répartition s'étende encore plus loin, jusqu'en Extrême-Orient ou même en Chine,,.

## Statut de conservation

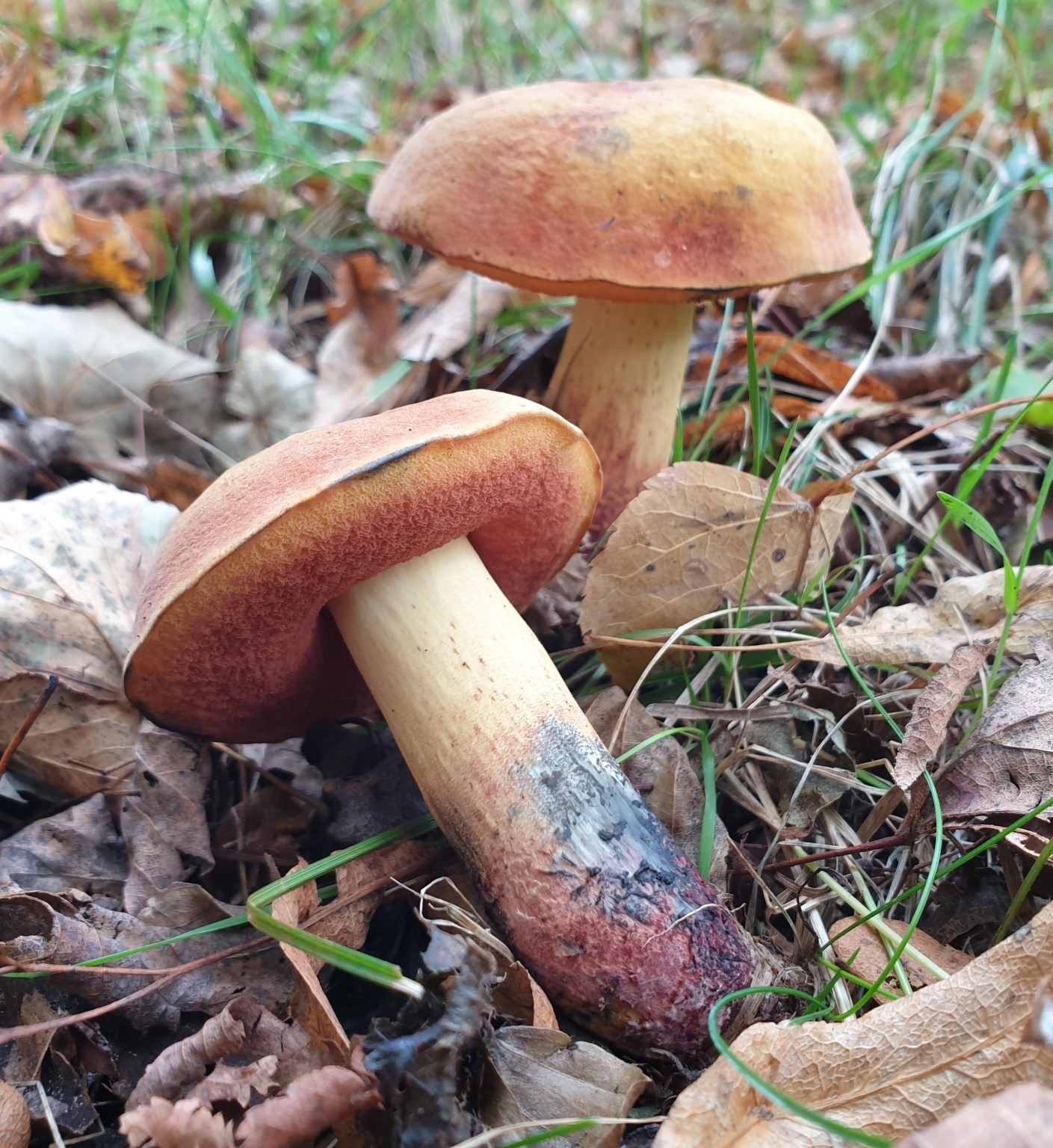
Deux S. queletii trouvés dans une clairière sous chênes.

### Régional
- Alsace : classement de cette espèce en catégorie NT (Quasi menacée) au niveau régional[14].

## Comestibilité
Le Bolet de Quélet est comestible , sous condition de prendre la précaution d'effectuer une cuisson complète car, comme le Bolet blafard ou le Bolet à pied rouge, il est toxique s'il est consommé cru ou mal cuit de par la présence de toxines hémolytiques thermolabiles, se détruisant à haute température. Si cuit trop légèrement, sa toxicité est d'ordre gastrointestinale, tout comme celle de N. erythropus. C'est une espèce consommée occasionnellement, d'interêt gustatif généralement donné comme moyen à bon, comparable à celui de S. luridus, mais tout de même moins populaire que d'autres espèces bleuissantes plus connues et appréciées comme N. erythropus, avec lequel il est d'ailleurs parfois confondu,. Cette espèce, appréciant les clairières dans les parcs et les jardins, doit évitée d'être consommée si le milieu de récolte est trop urbain, les sporophores absorbant les polluants contenus dans leur milieu.

## Confusions possibles
Le Bolet de Quélet est une espèce aux teintes variables plus au moins facile à confondre avec d'autres espèces bleuissantes aux teintes orangées, les critères principaux pour la distinguer seront le pied lisse, sans réseau, et la base du pied de couleur betterave. S. queletii est à comparer avec les espèces suivantes :
- Le Bolet blafard (Suillellus luridus), orné d'un net réseau sur son pied. Comestible cuit, toxique cru.

- Le Bolet à pied jaune (Neoboletus xanthopus), qui n'a pas la chair de la base du pied de couleur betterave. Son chapeau est brunâtre marbré d'ochracé, contrairement au chapeau rougeâtre uniforme de S. queletii. Comestible cuit, toxique cru.

- Le Bolet d'Adonis (Suillellus adonis) est une espèce extrêmement rare et ressemblante, aux pores typiquement jaunâtres et au chapeau plutôt rosâtre mauve. Sans interêt alimentaire cuit, toxique cru.
- Le Bolet terne (Suillellus comptus), peut ressembler à S. queletii lorsque son court réseau n'est pas mis en évidence, mais ses couleurs sont bien plus ternes. Sans interêt alimentaire cuit, toxique cru.
- Le Bolet de Dupain (Rubroboletus dupainii), au chapeau rouge laqué, aux pores rouges et au pied jaune crème lavé de rougeâtre, sans base betterave. Sans interêt alimentaire cuit, toxique cru.
- Le Bolet odorant (Lanmaoa fragrans), au chapeau marron, aux pores bruns, au pied radicant sans base betterave et à l'odeur fruitée. Comestible.
- Le Bolet des loups (Rubroboletus lupinus), qui est la seule confusion réellement dangereuse. Il a un chapeau aux teintes rosées, des pores rouges et pas de base betterave. Toxique.